# Biserica reformată din Inucu

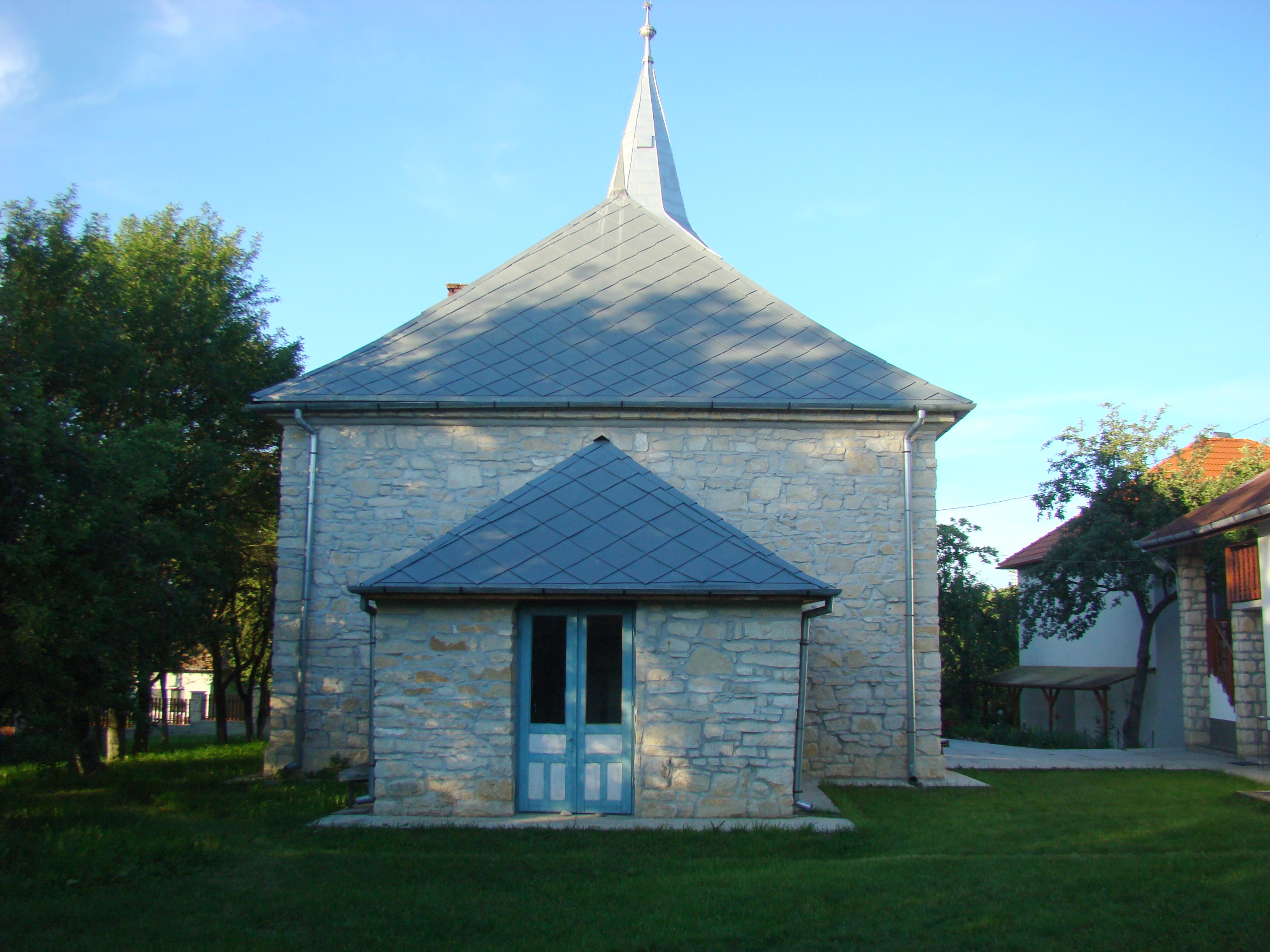
Biserica reformată din Inucu, comuna Aghireșu, județul Cluj, foto: iunie 2013.

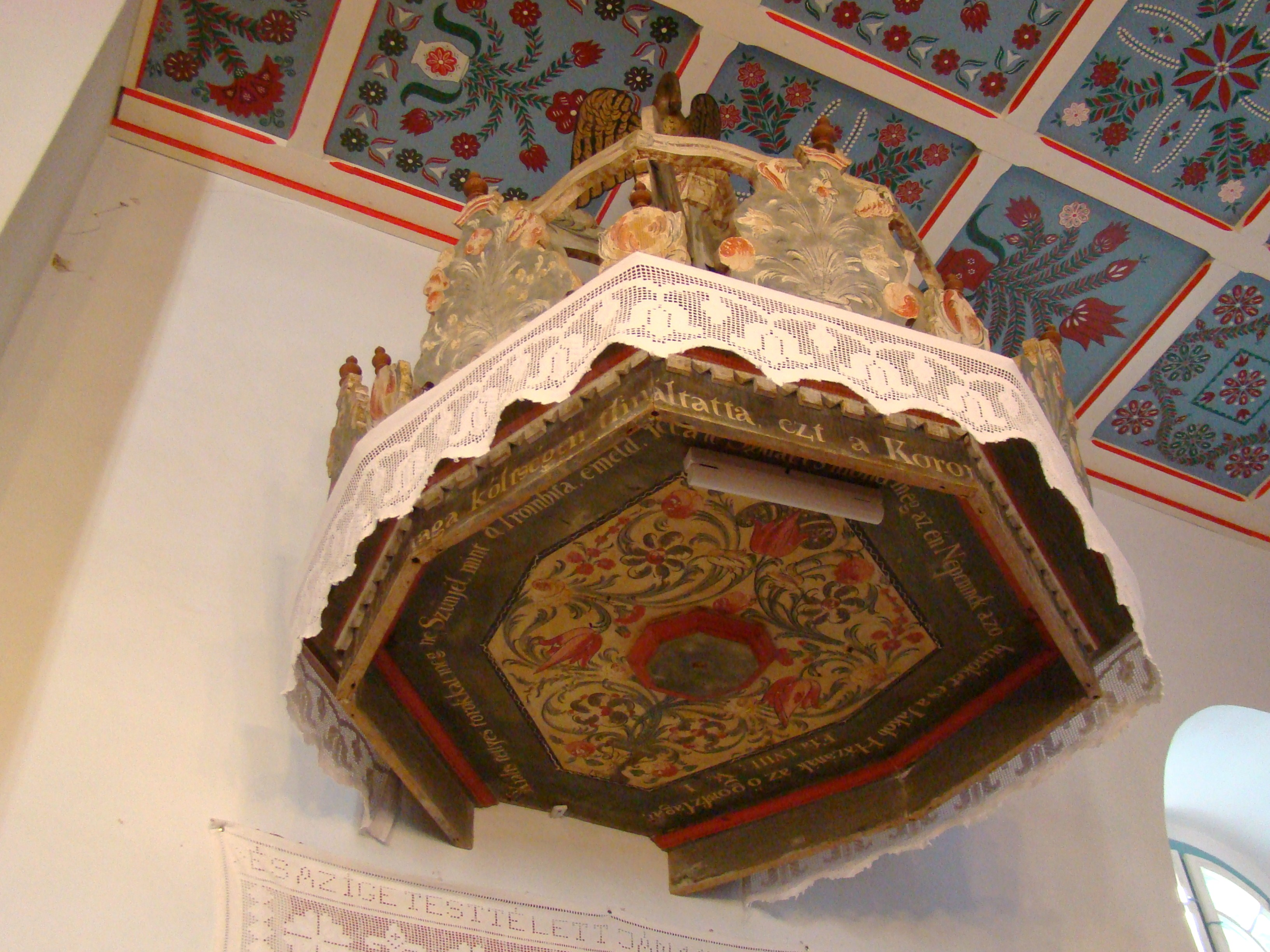
Coronamentul amvonului

Biserica reformată din Inucu, comuna Aghireșu, județul Cluj, datează din anul 1867, an în care a fost reconstruită biserica medievală. Este un monument reprezentativ pentru bisericile reformate din Țara Călatei.

## Localitatea
Inucu (în maghiară Inaktelke) este un sat în comuna Aghireșu din județul Cluj, Transilvania, România. Este menționat documentar de la mijlocul anilor 1200.

## Biserica
Lăcașul de cult datează din anul 1867, când a fost reconstruită biserica medievală din secolul al XV-lea. În biserică se află un baptisteriu din secolul al XV-lea. Cupola amvonului este opera maeștrilor sași clujeni Johann și Lorenz Umling cel Tânăr (1783). Orga a fost construită de Kolonics István din Târgu Secuiesc în 1891. Masa Domnului a fost sculptată de tâmplari din Izvoru Crișului în 1935.
Turnul este înalt de 21 de metri. Unul dintre cele două clopote a fost făcut în 1813, iar celălalt, în memoria regelui Matei Corvin, în 1493.

### Exterior

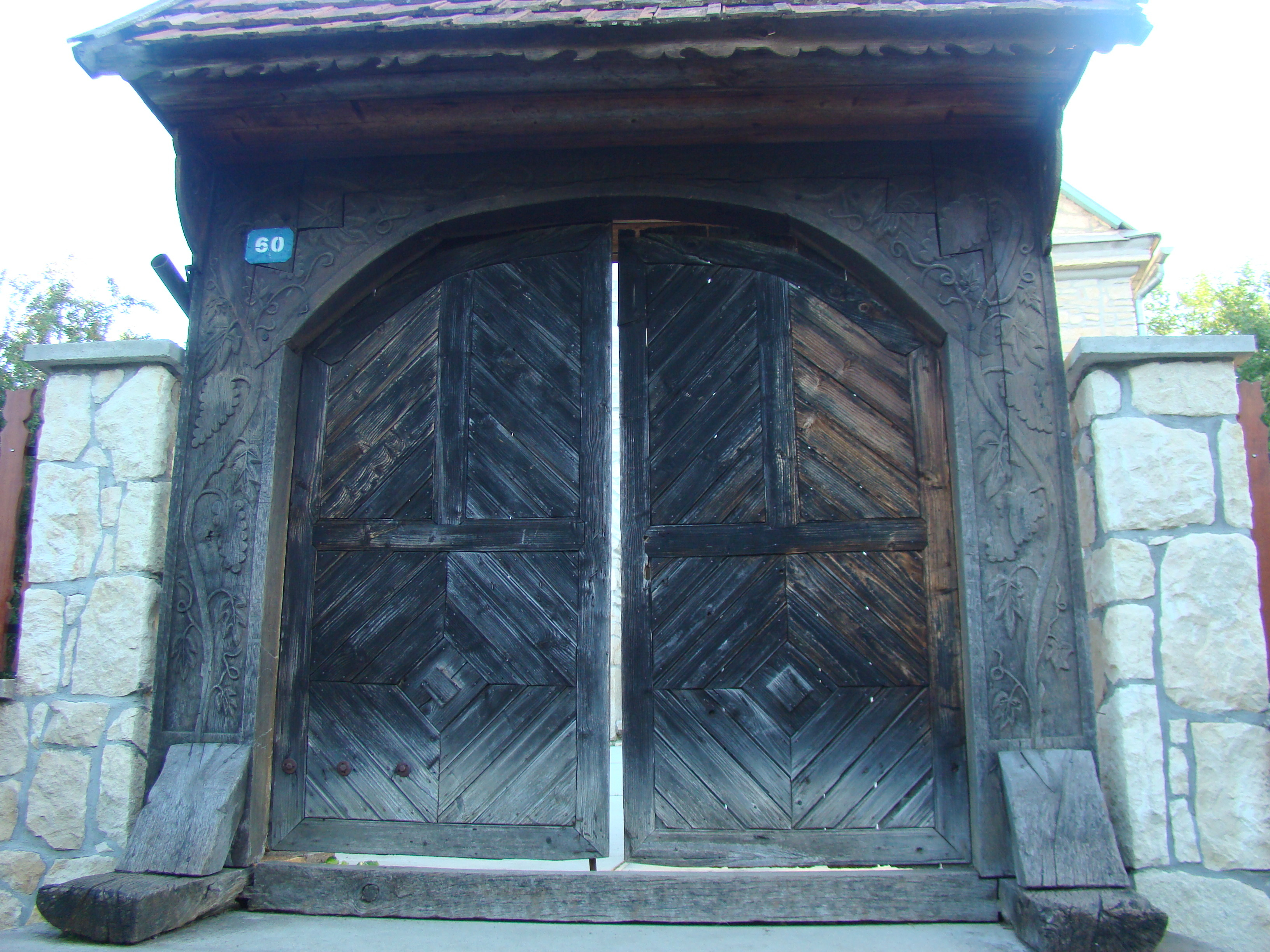
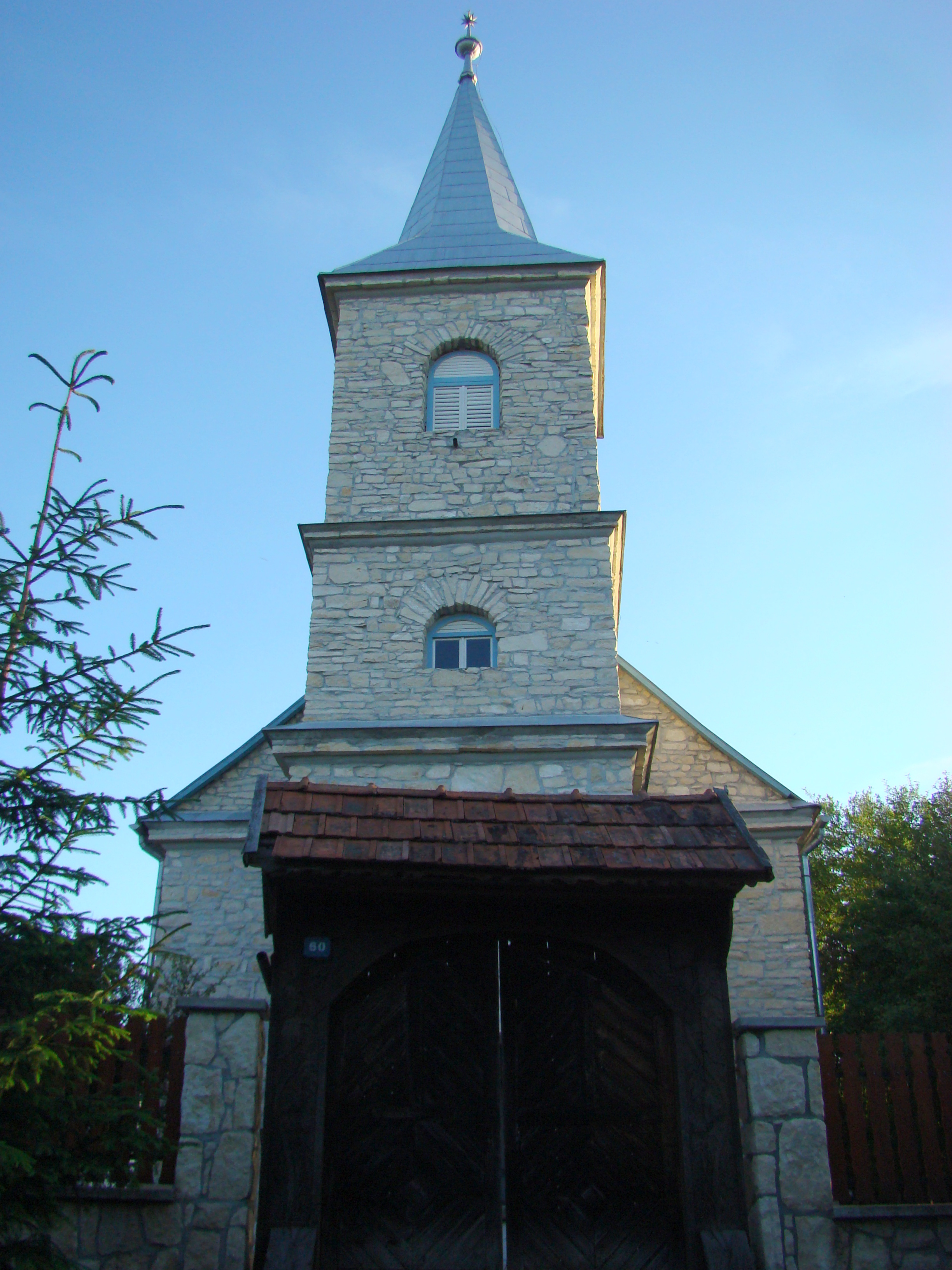
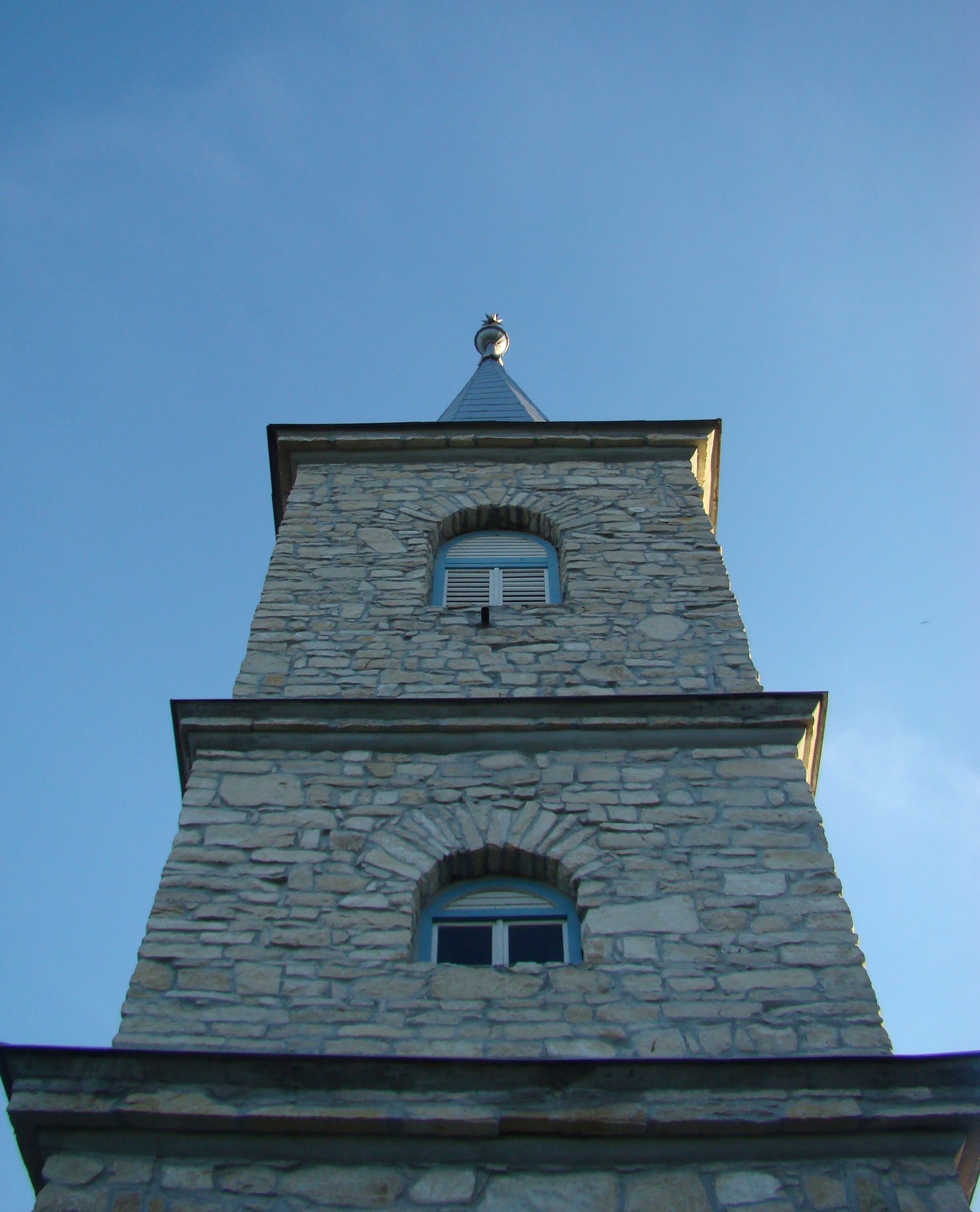
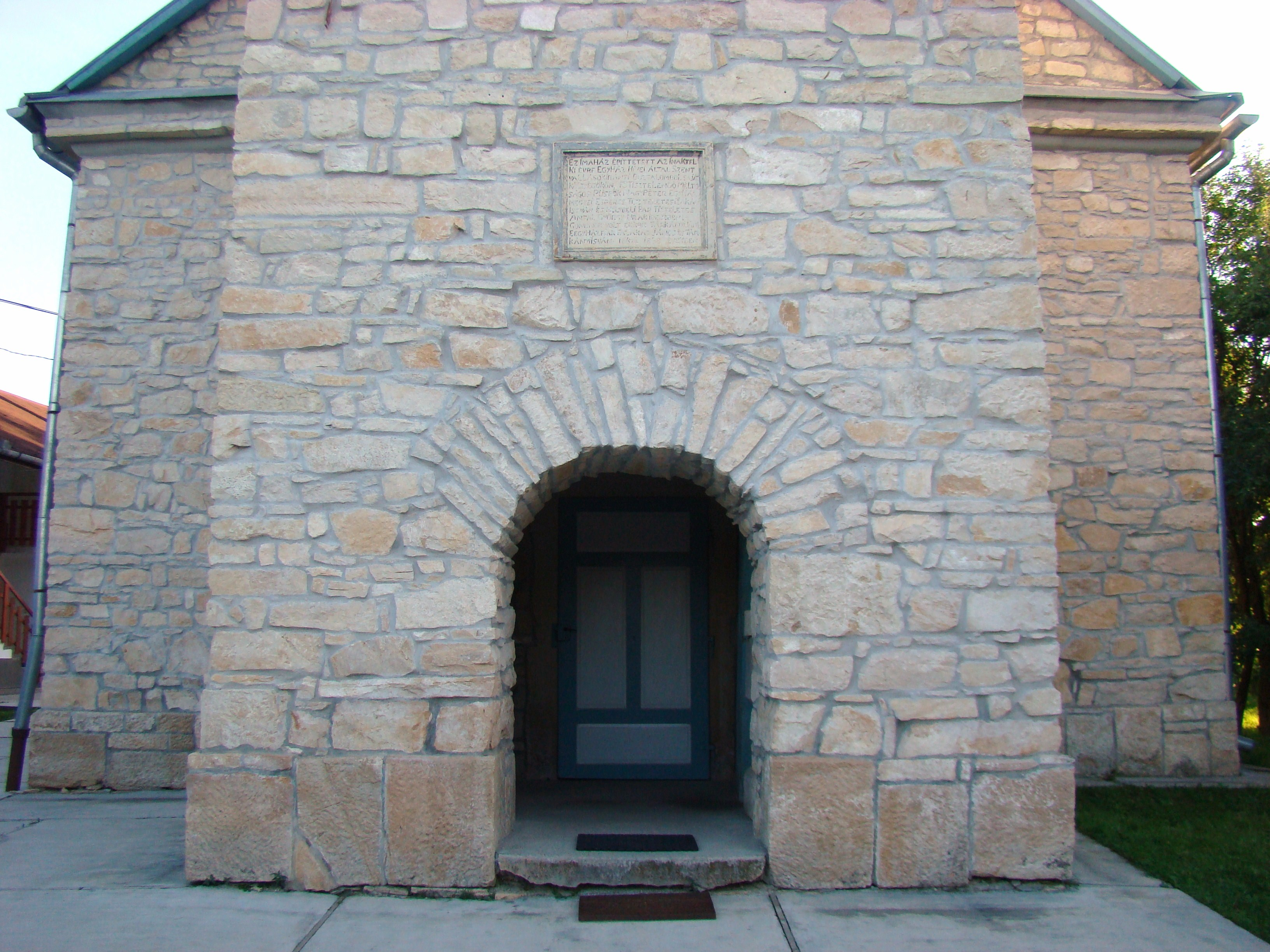
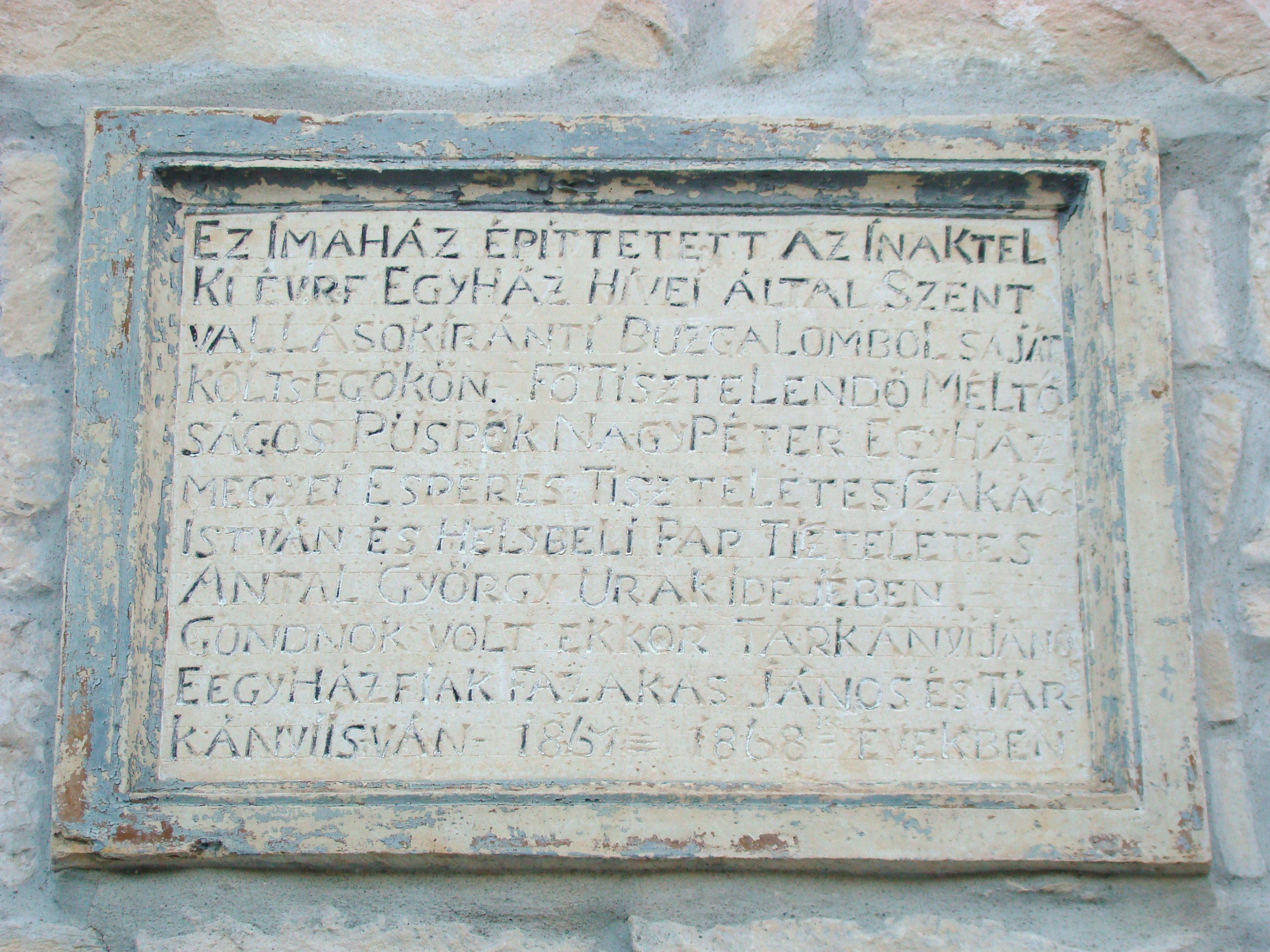
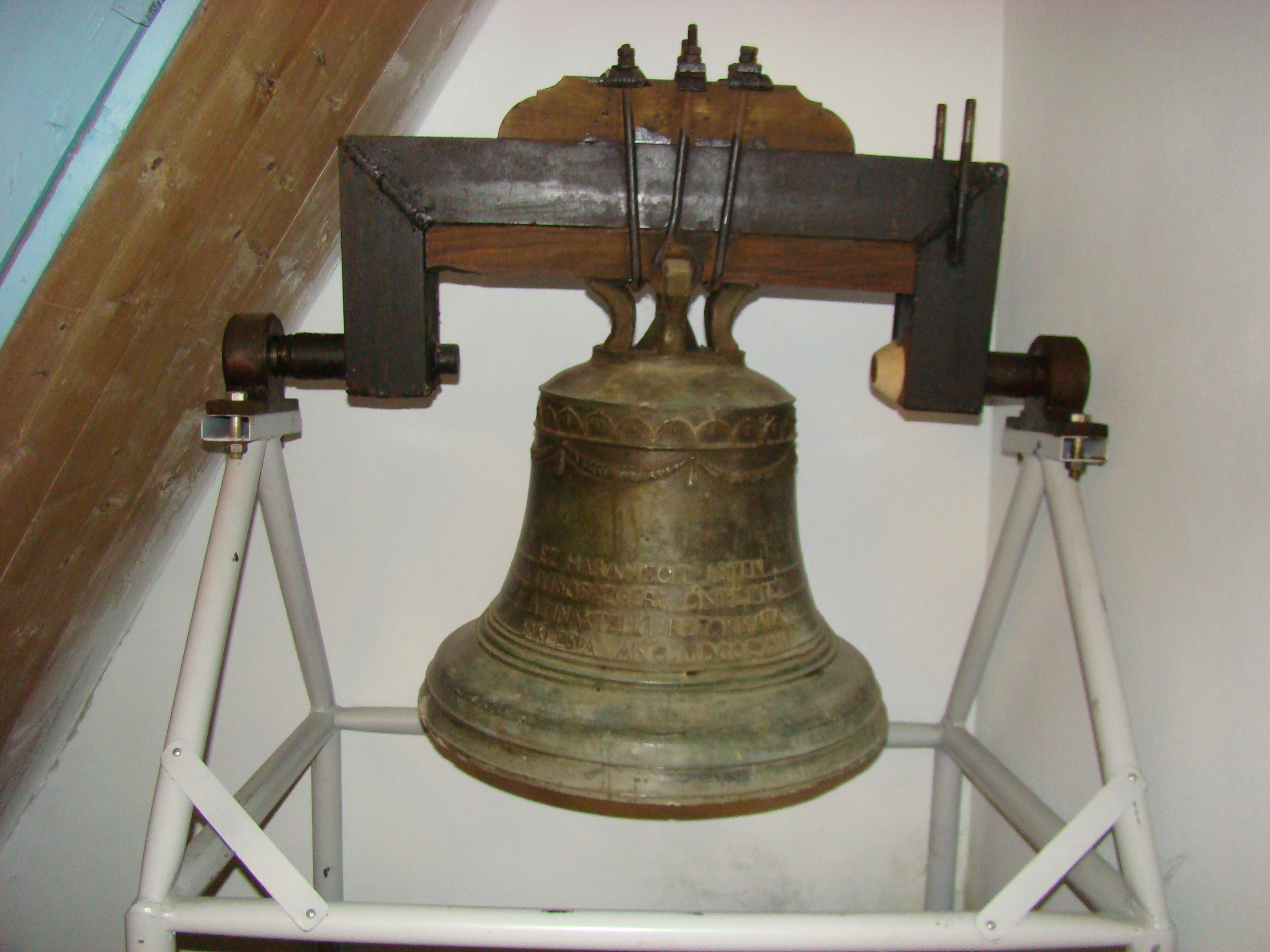
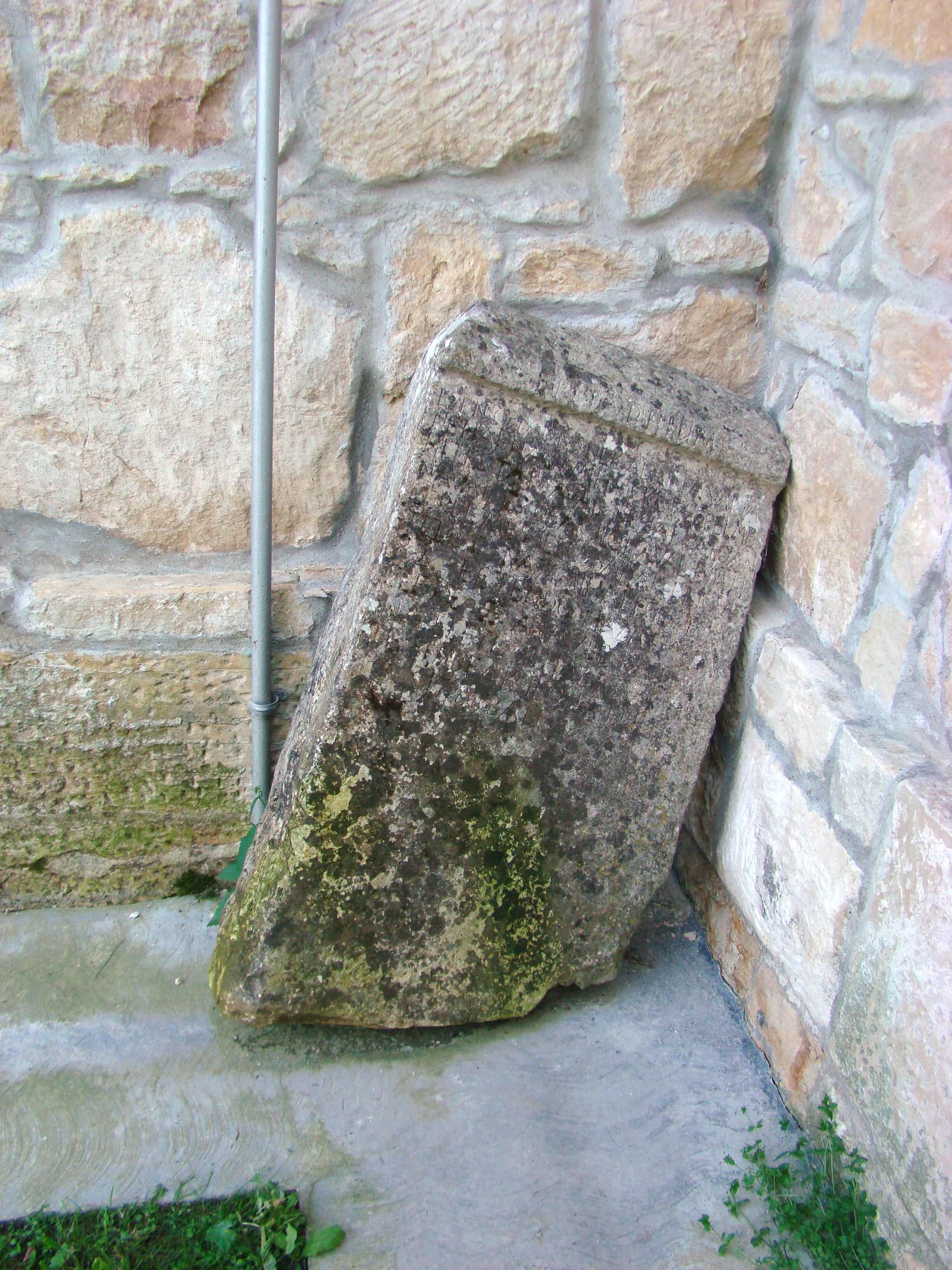
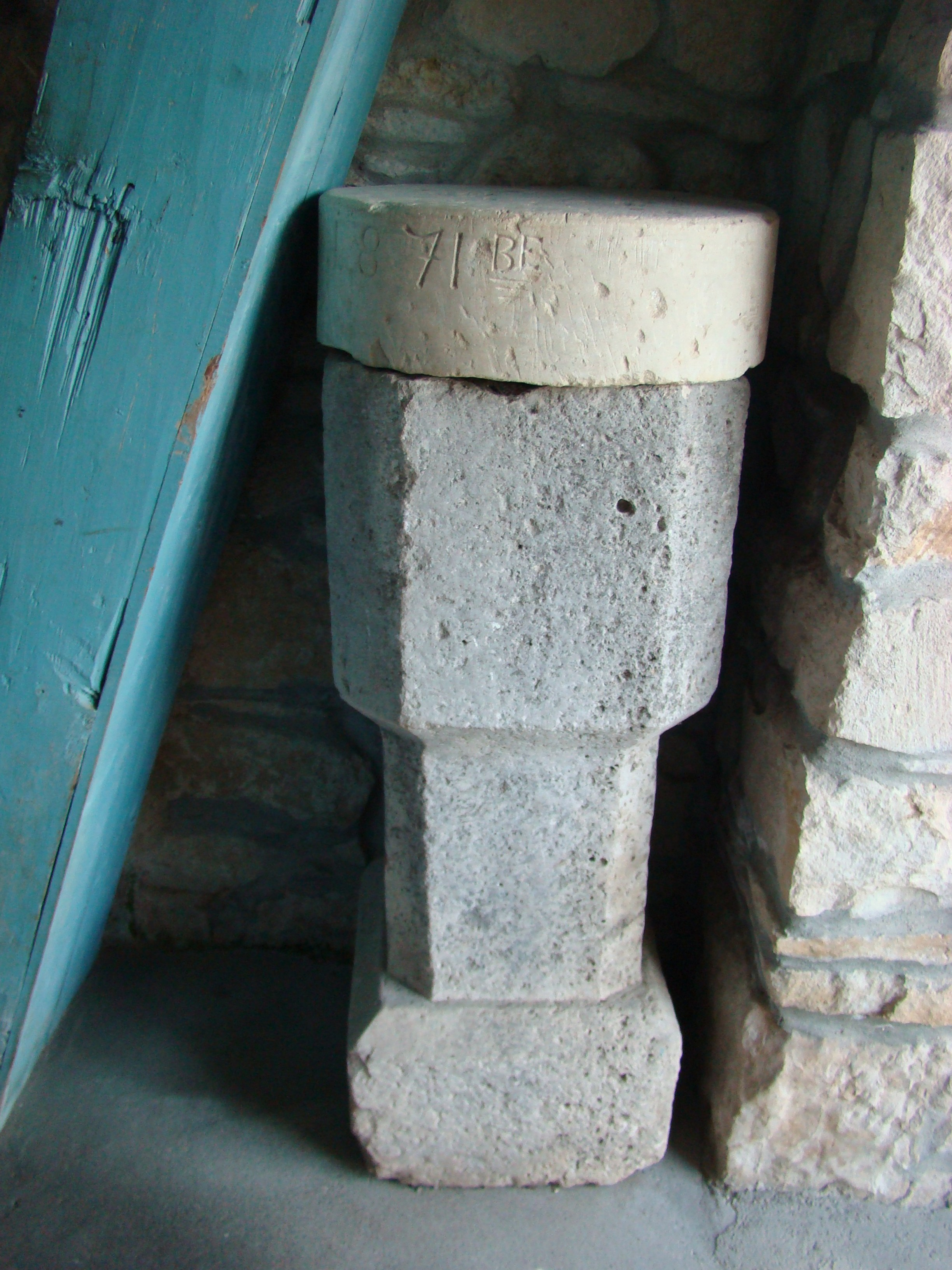
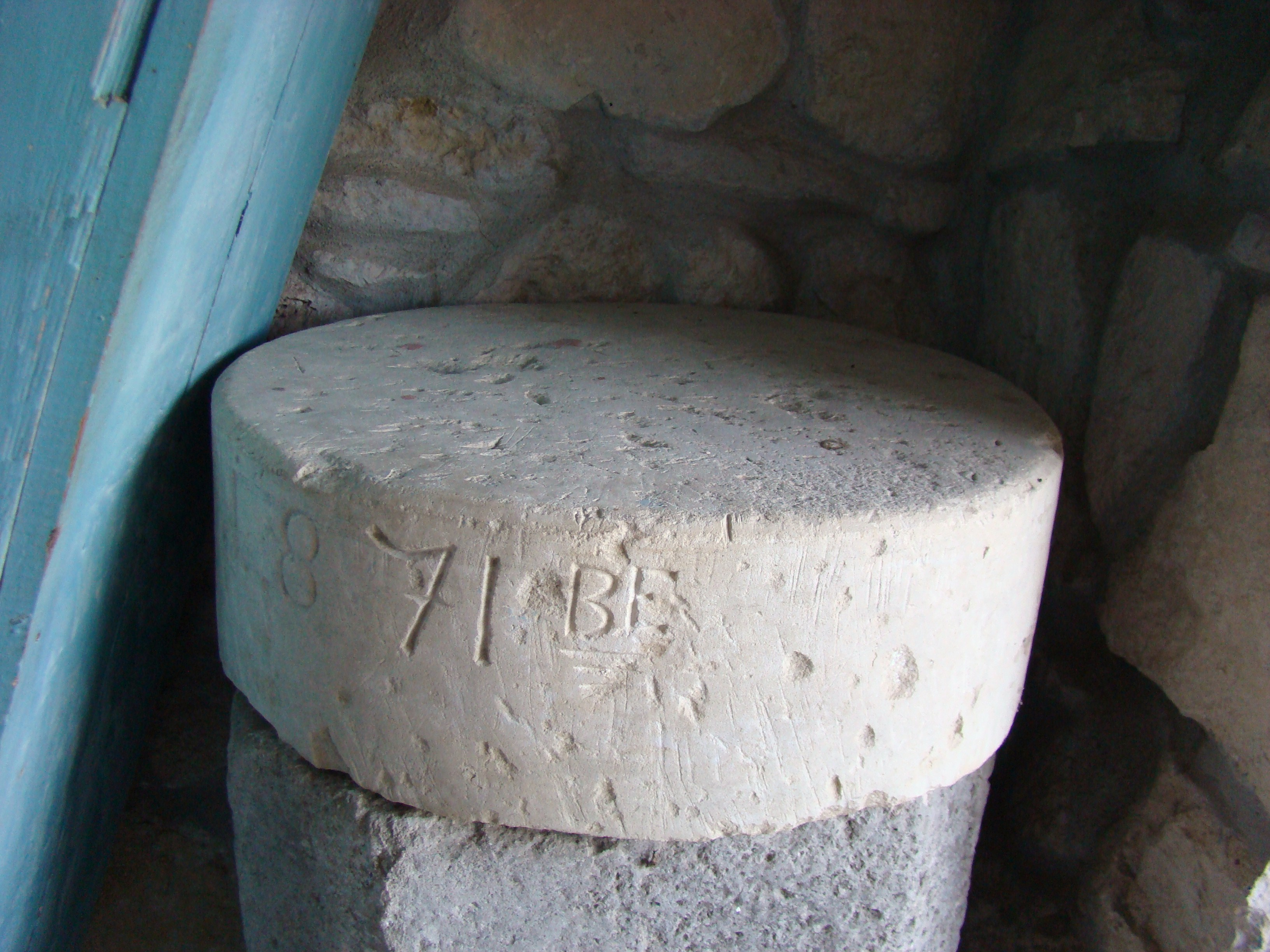
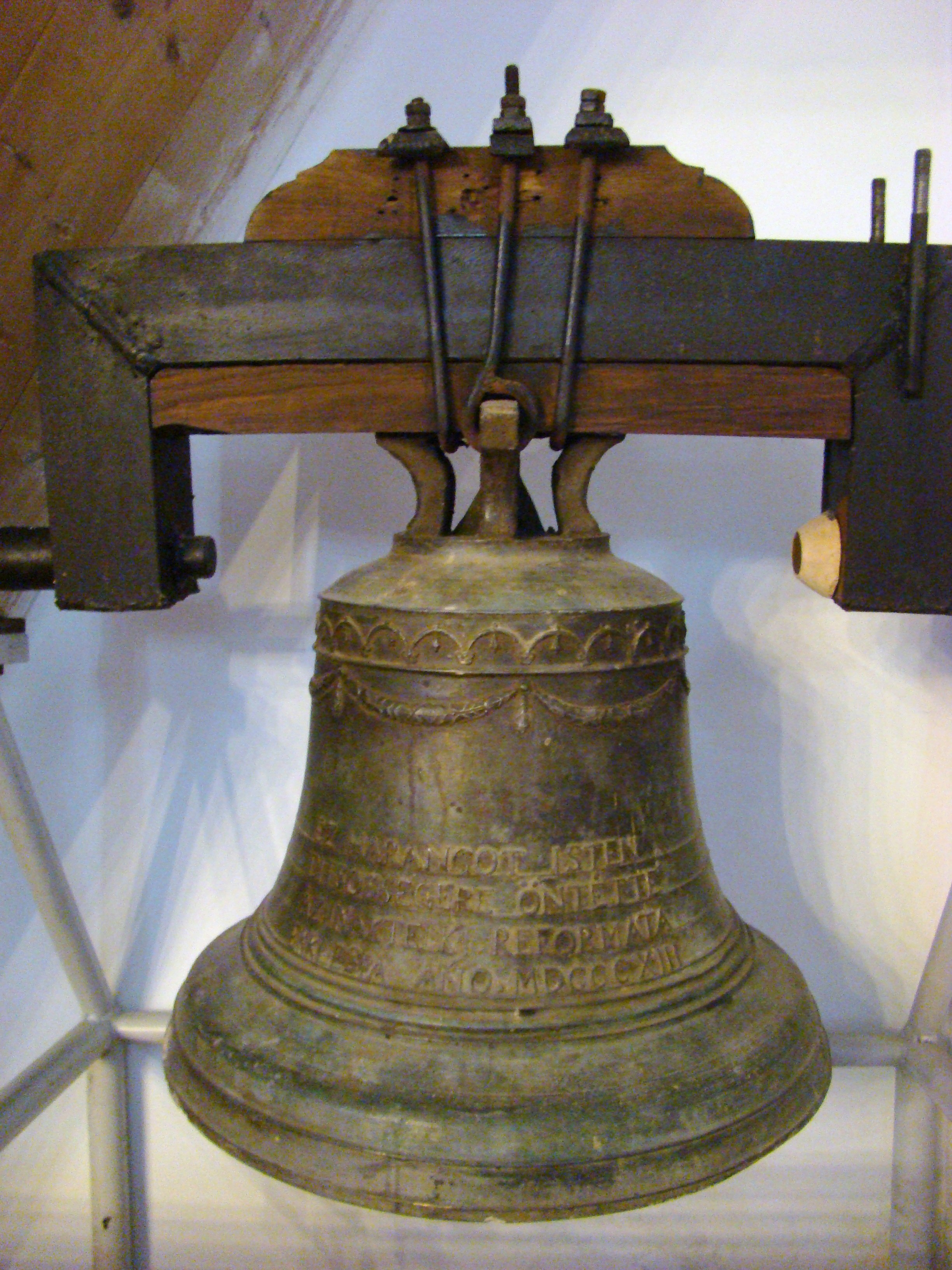
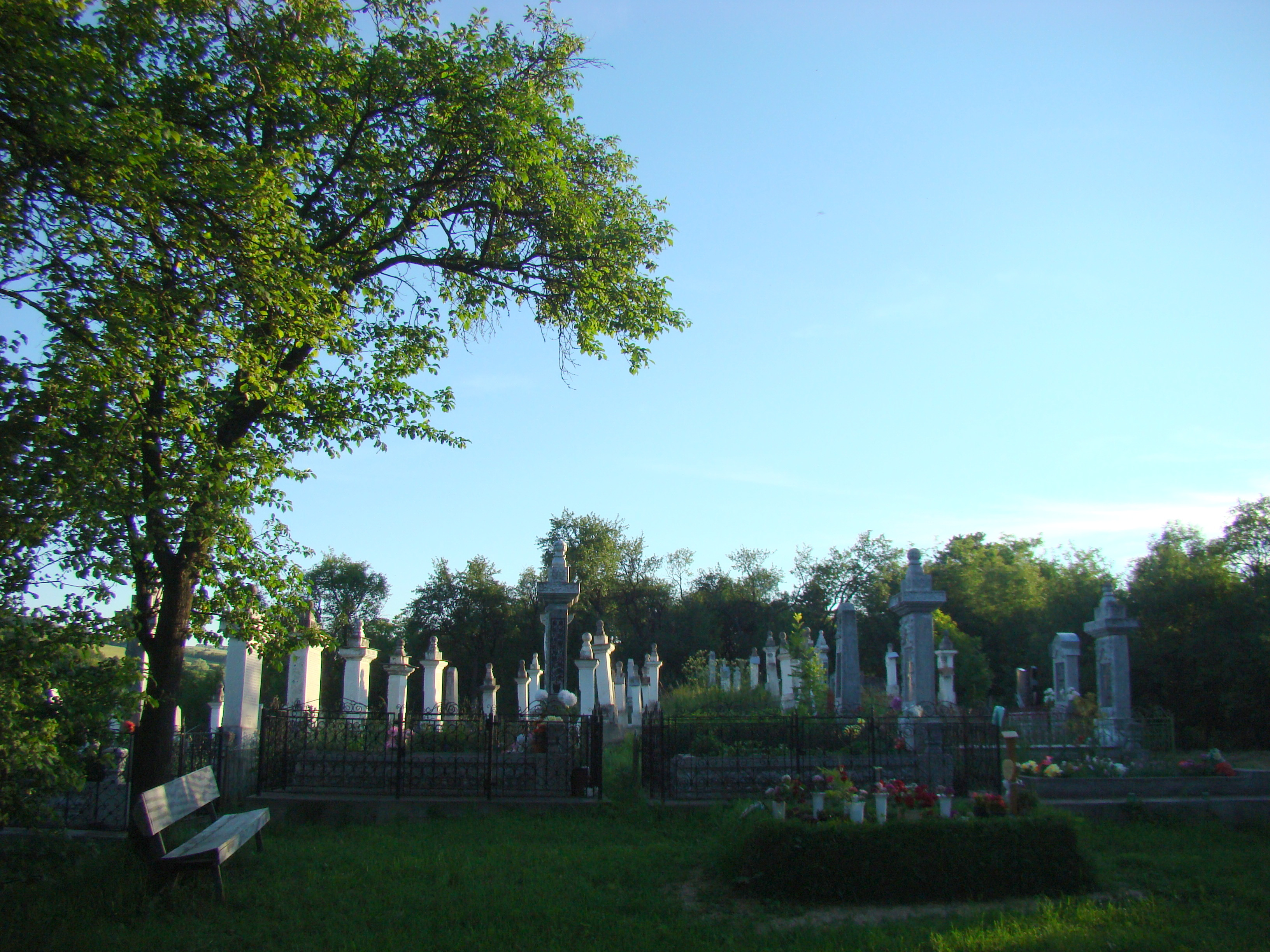
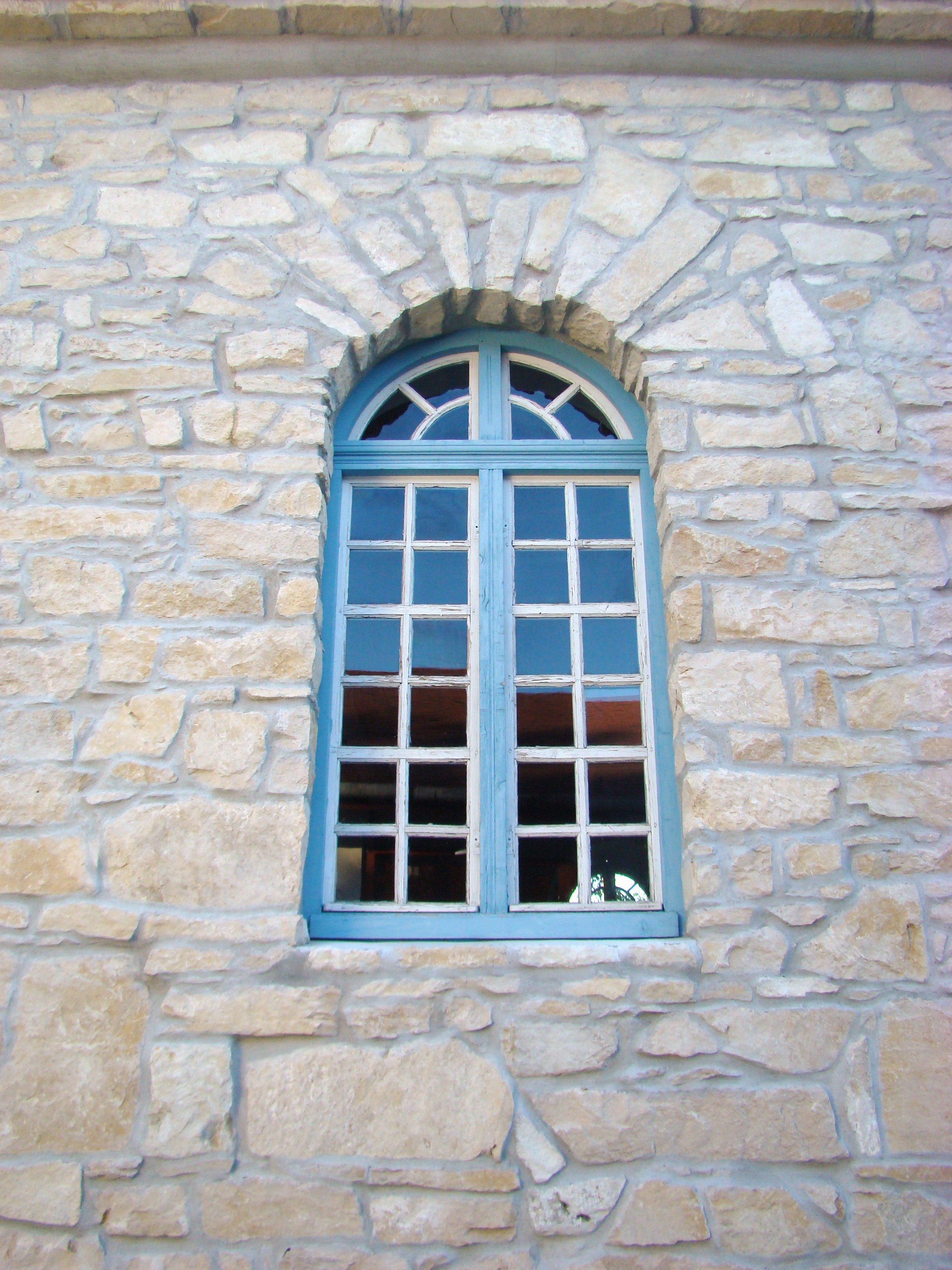
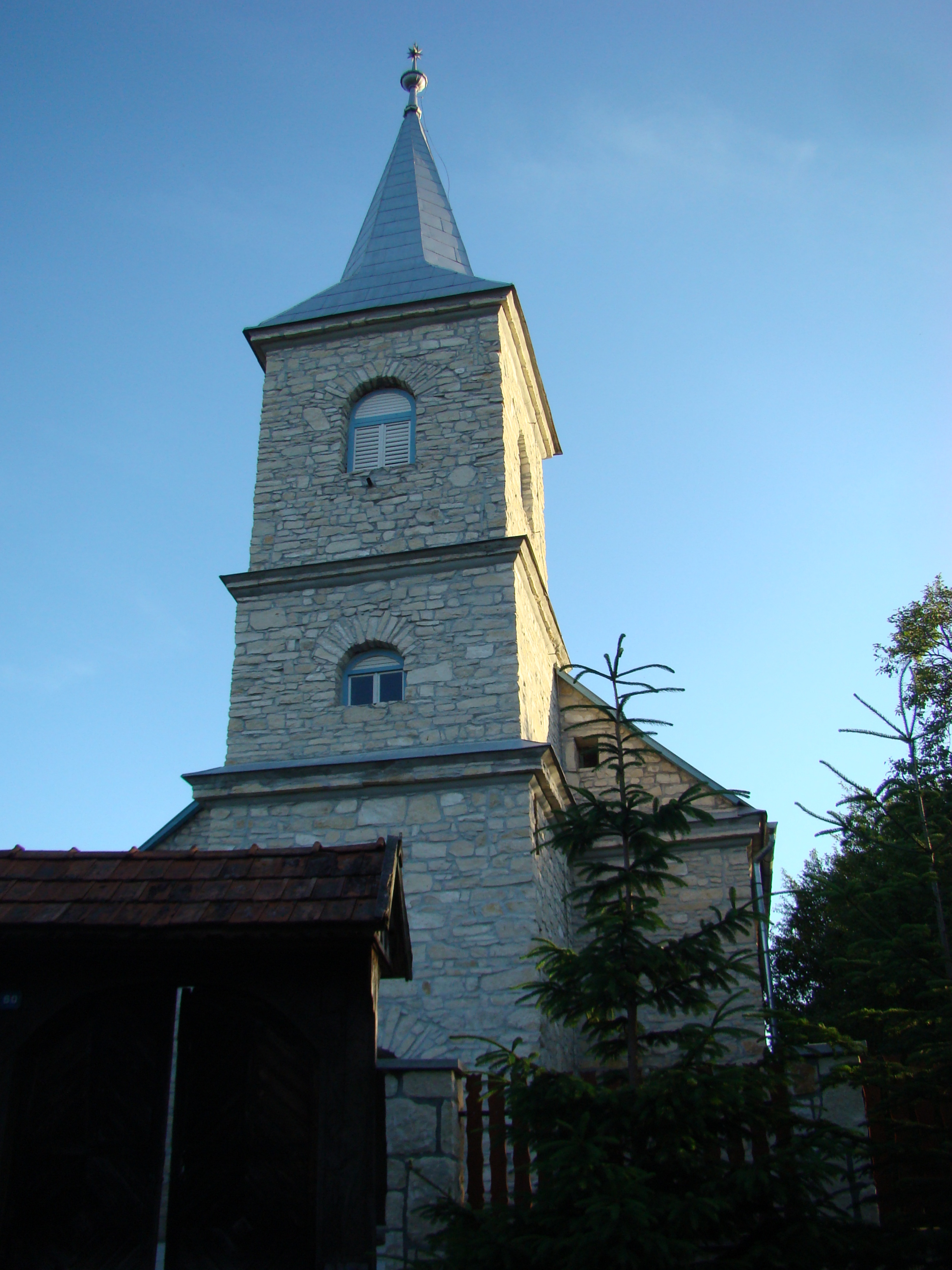
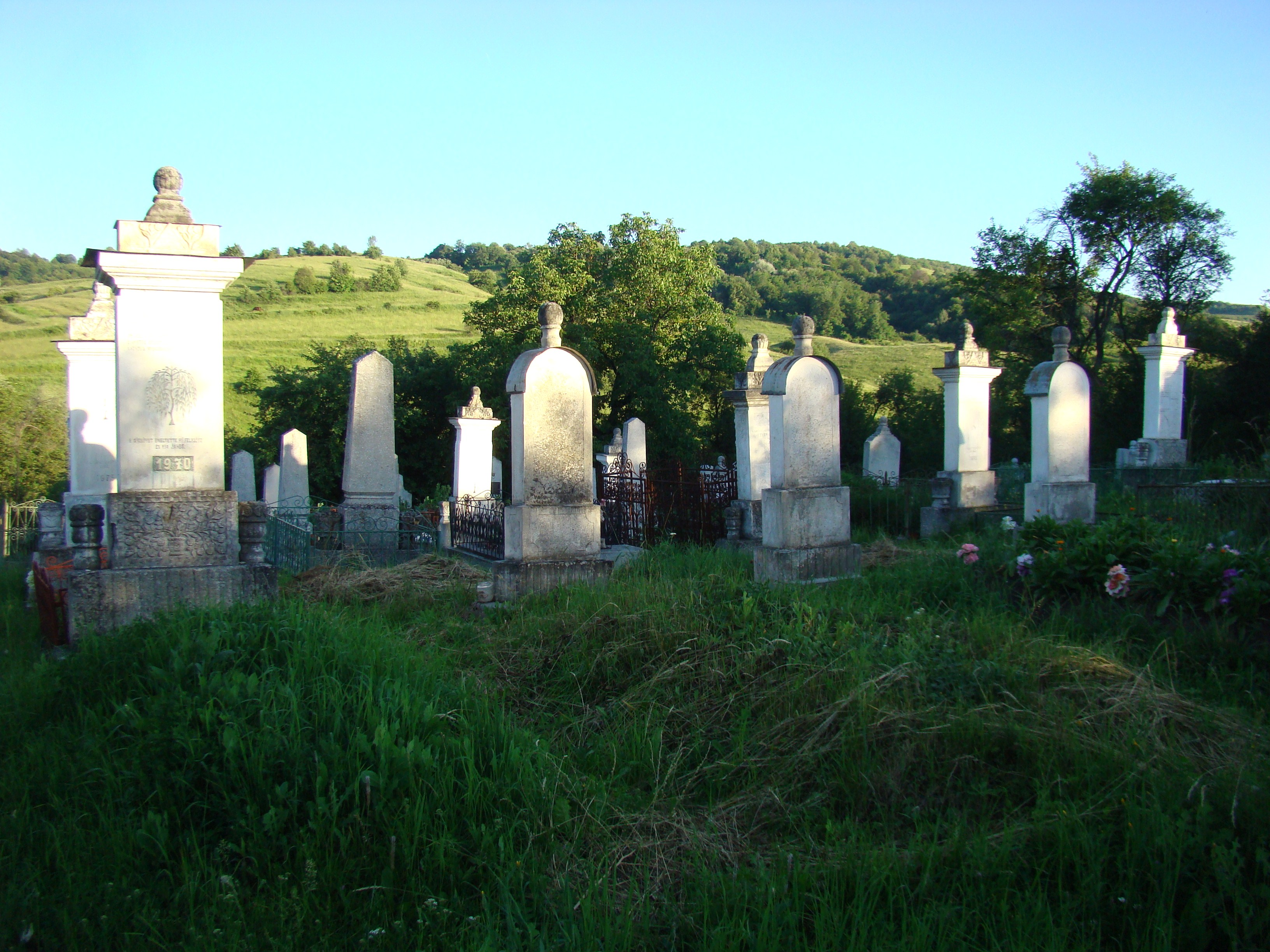
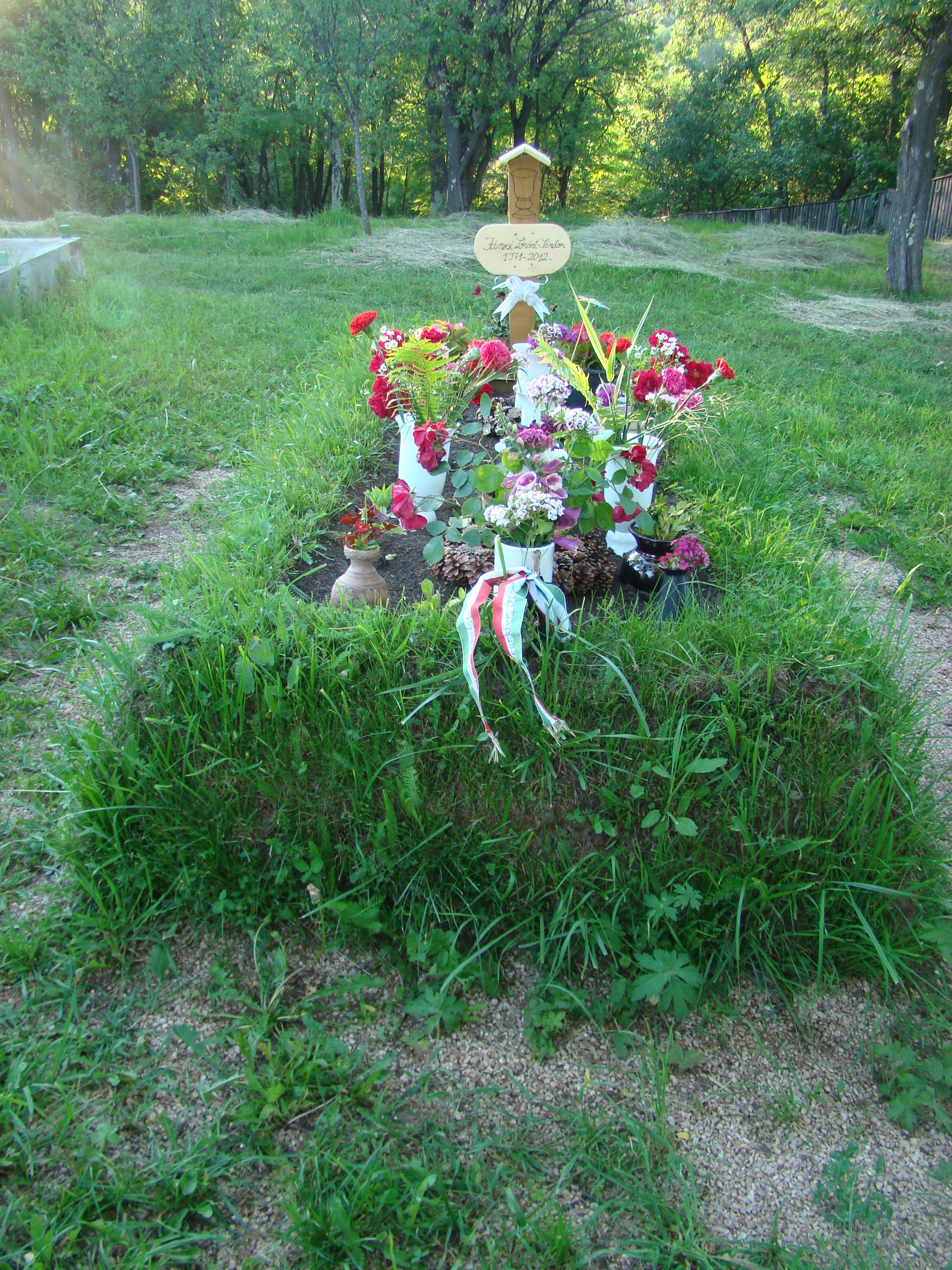
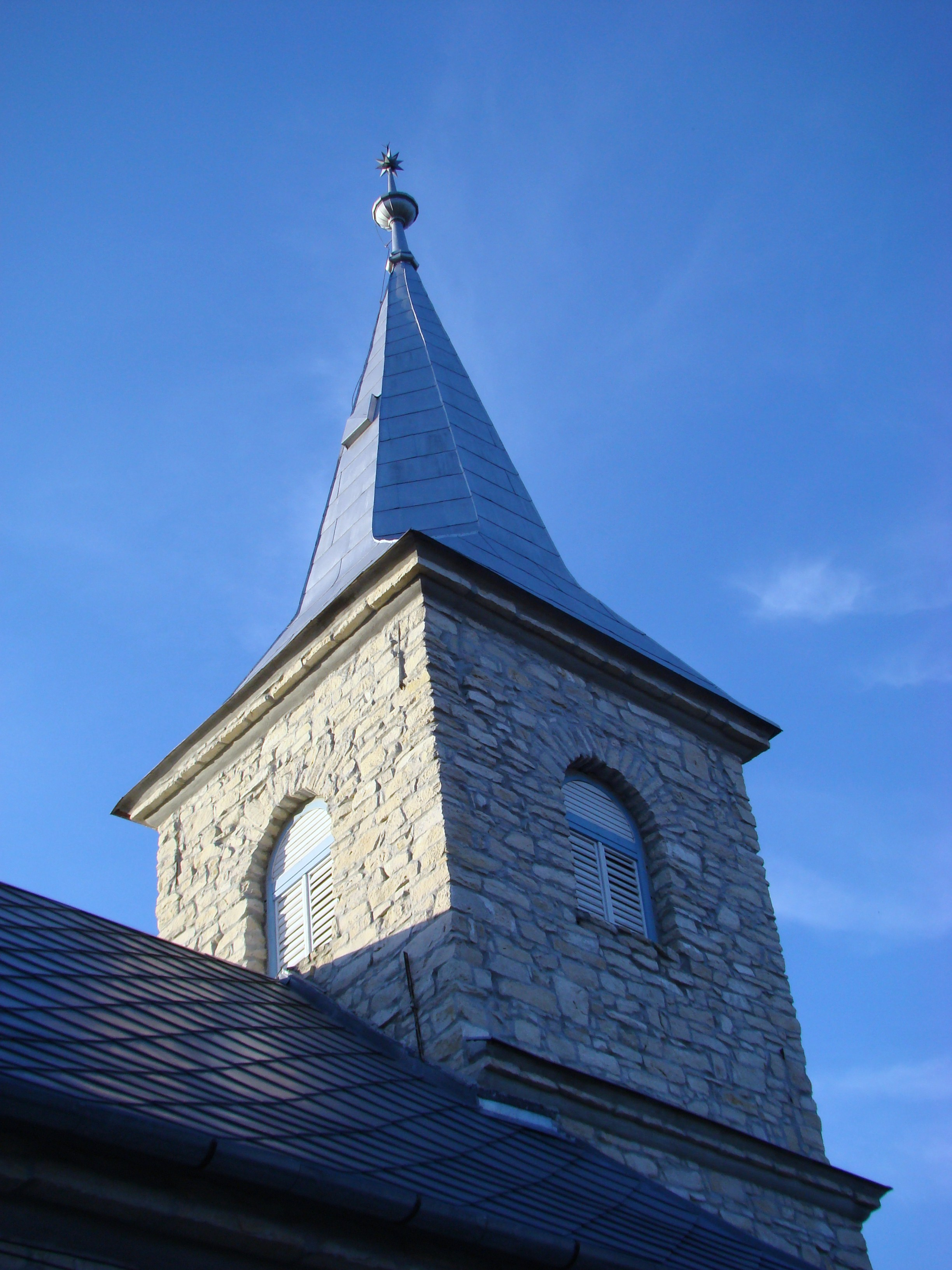
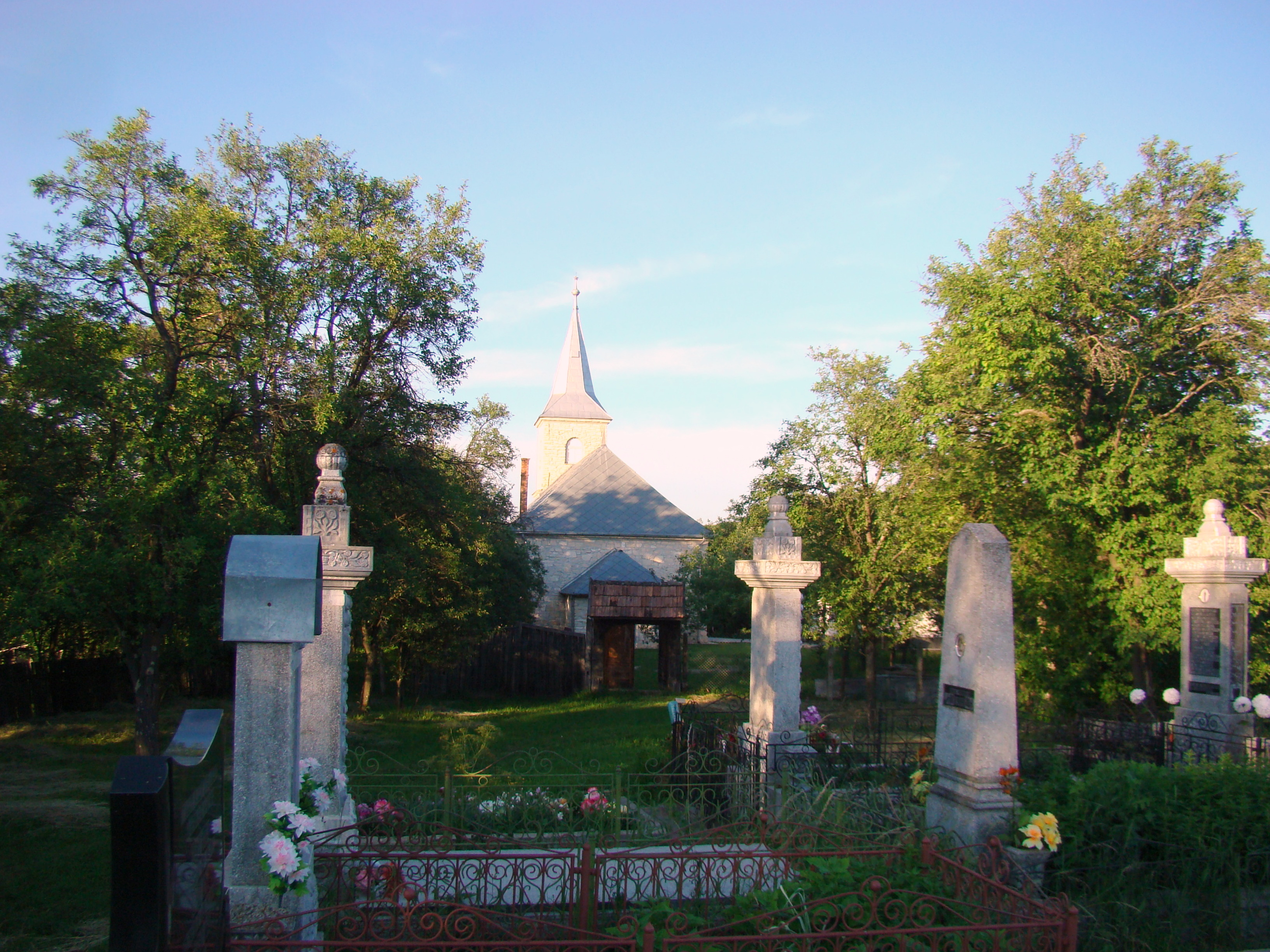
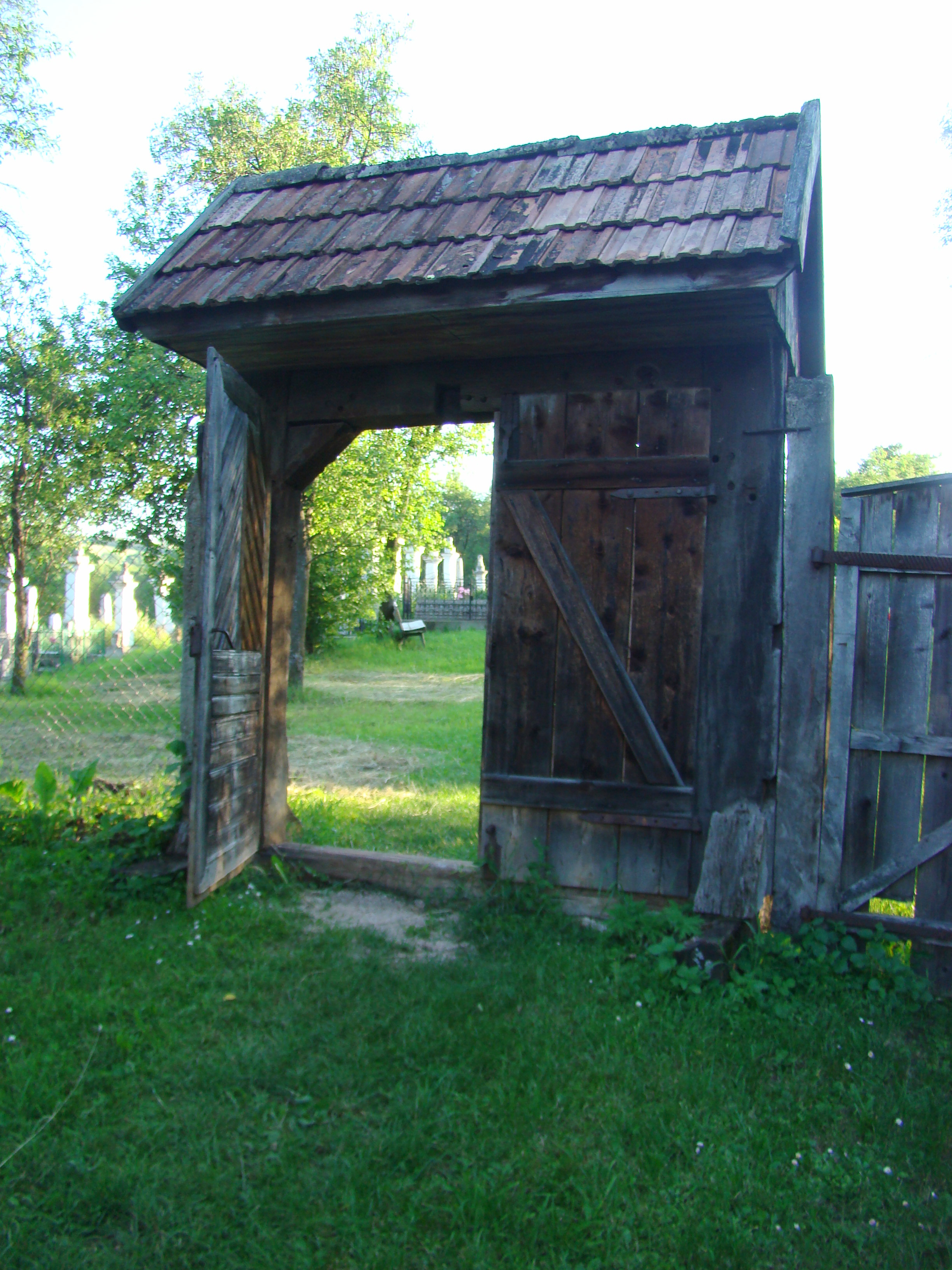

### Interior

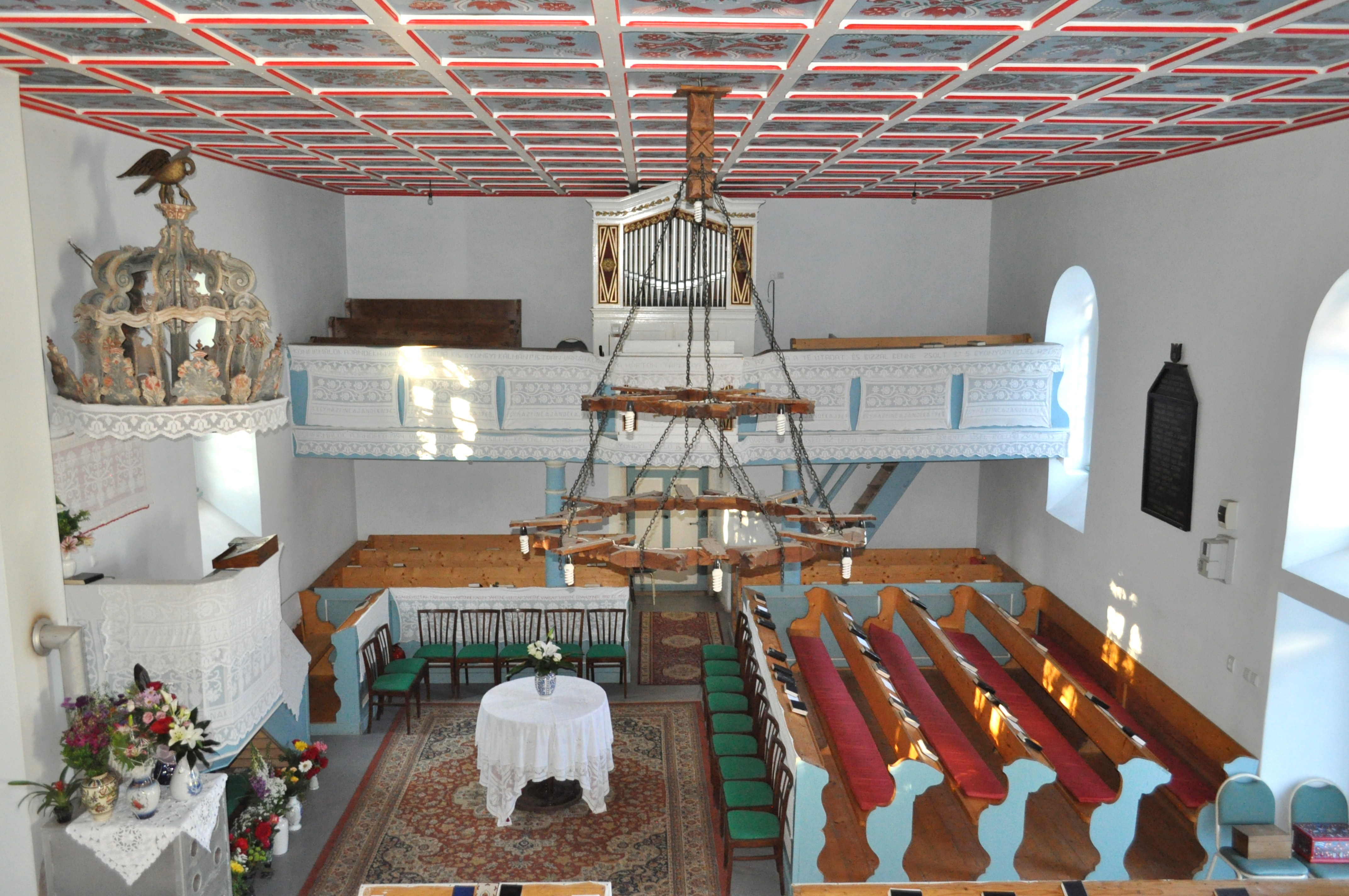
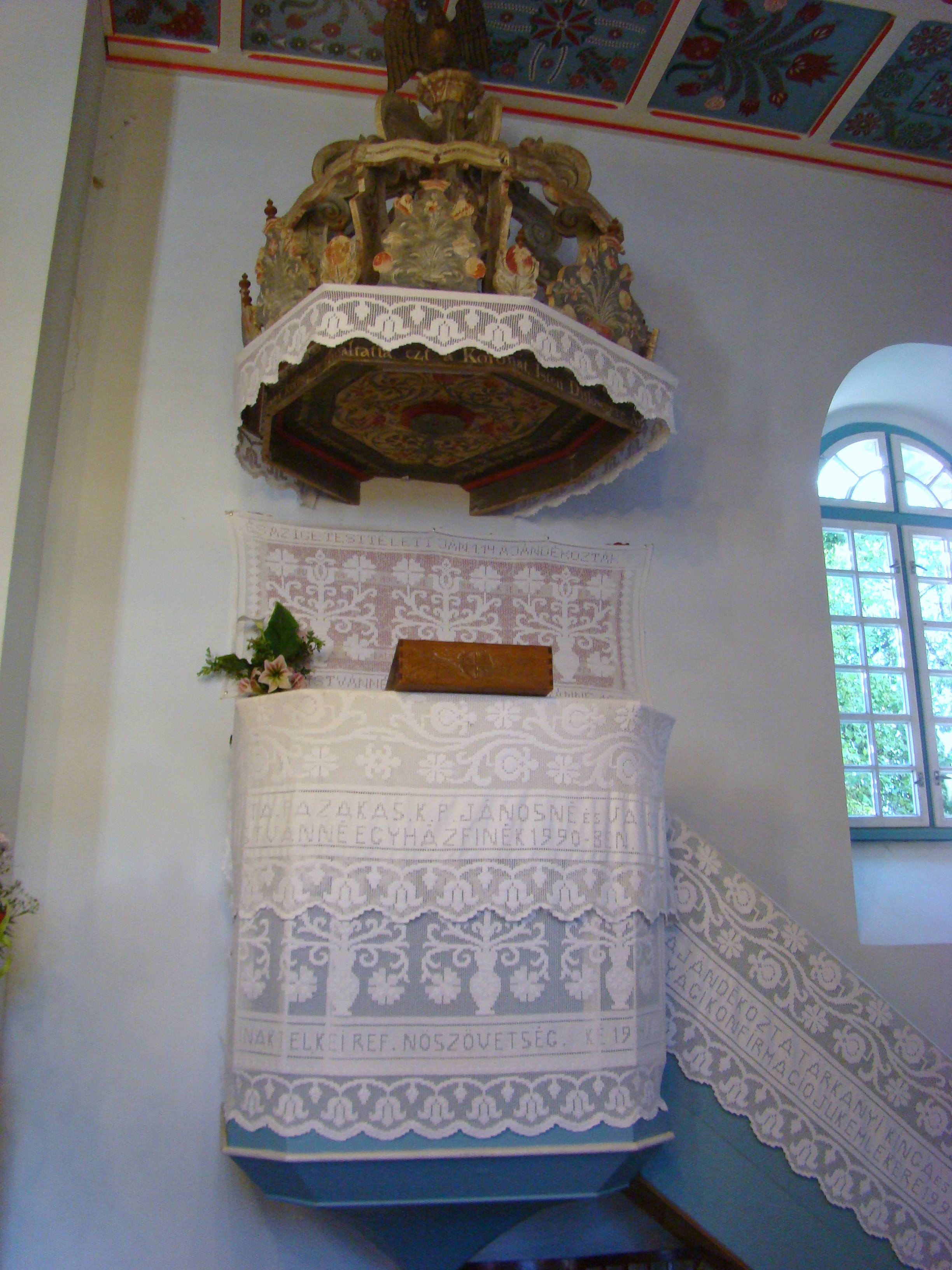
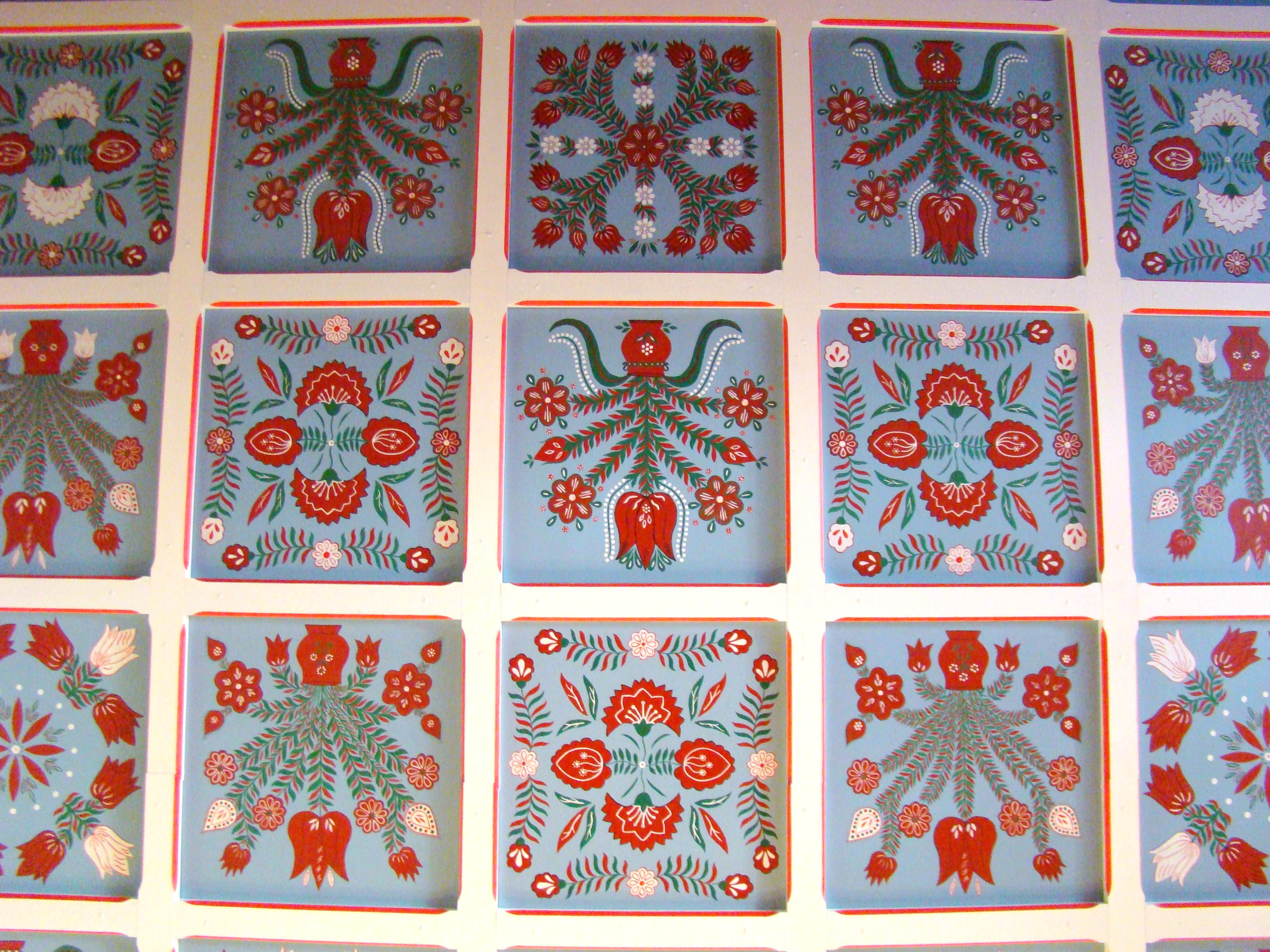
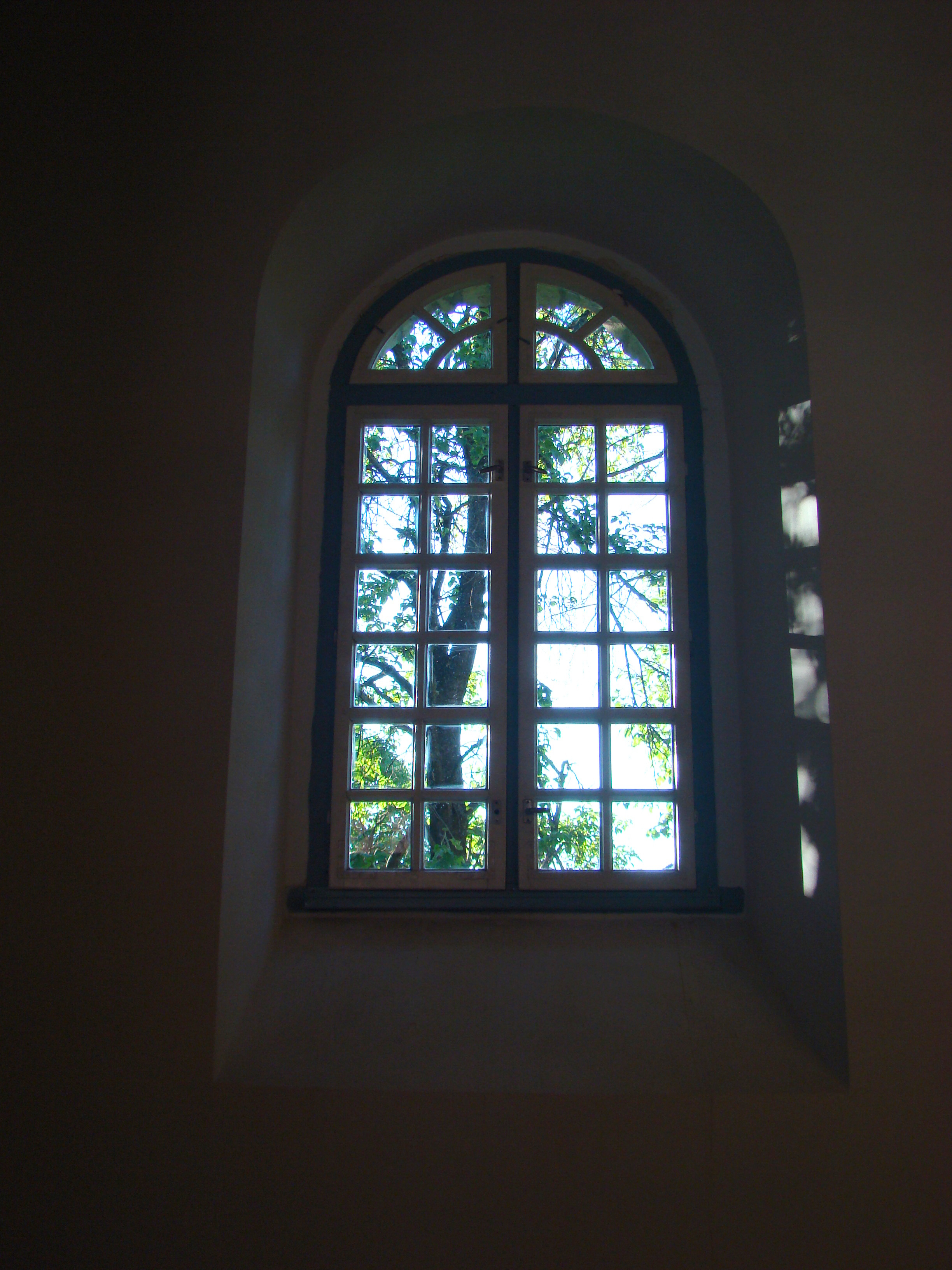
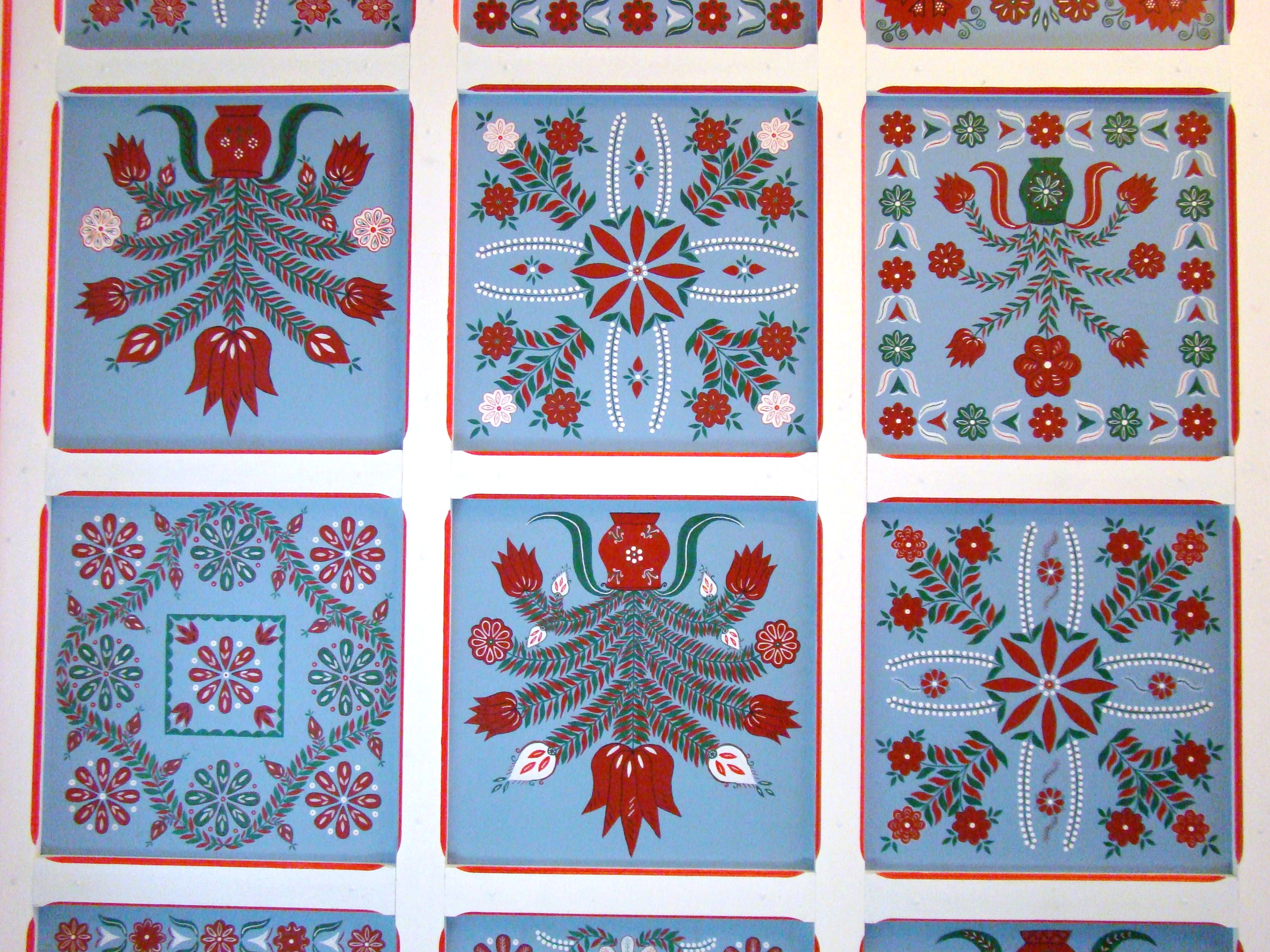
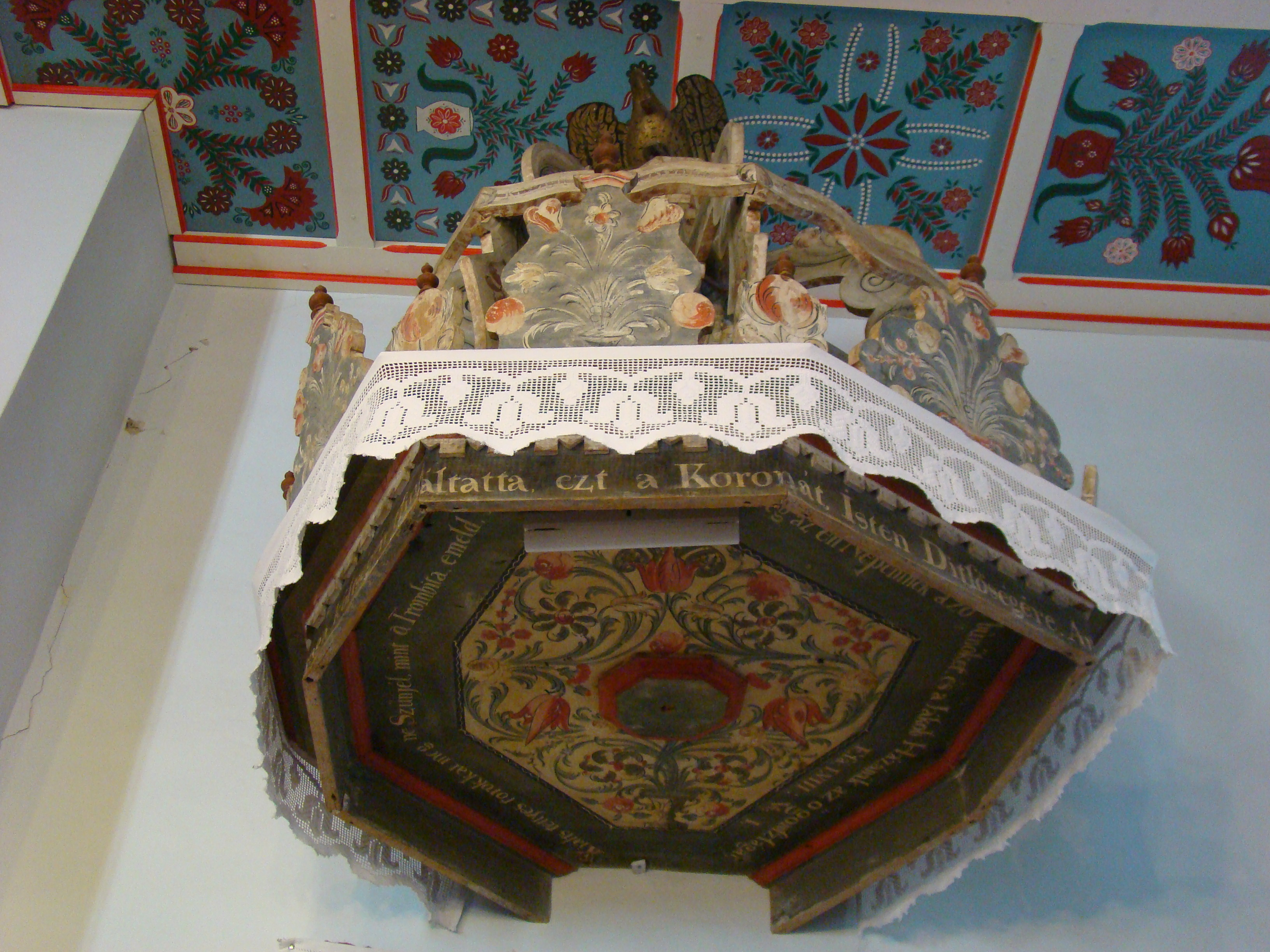
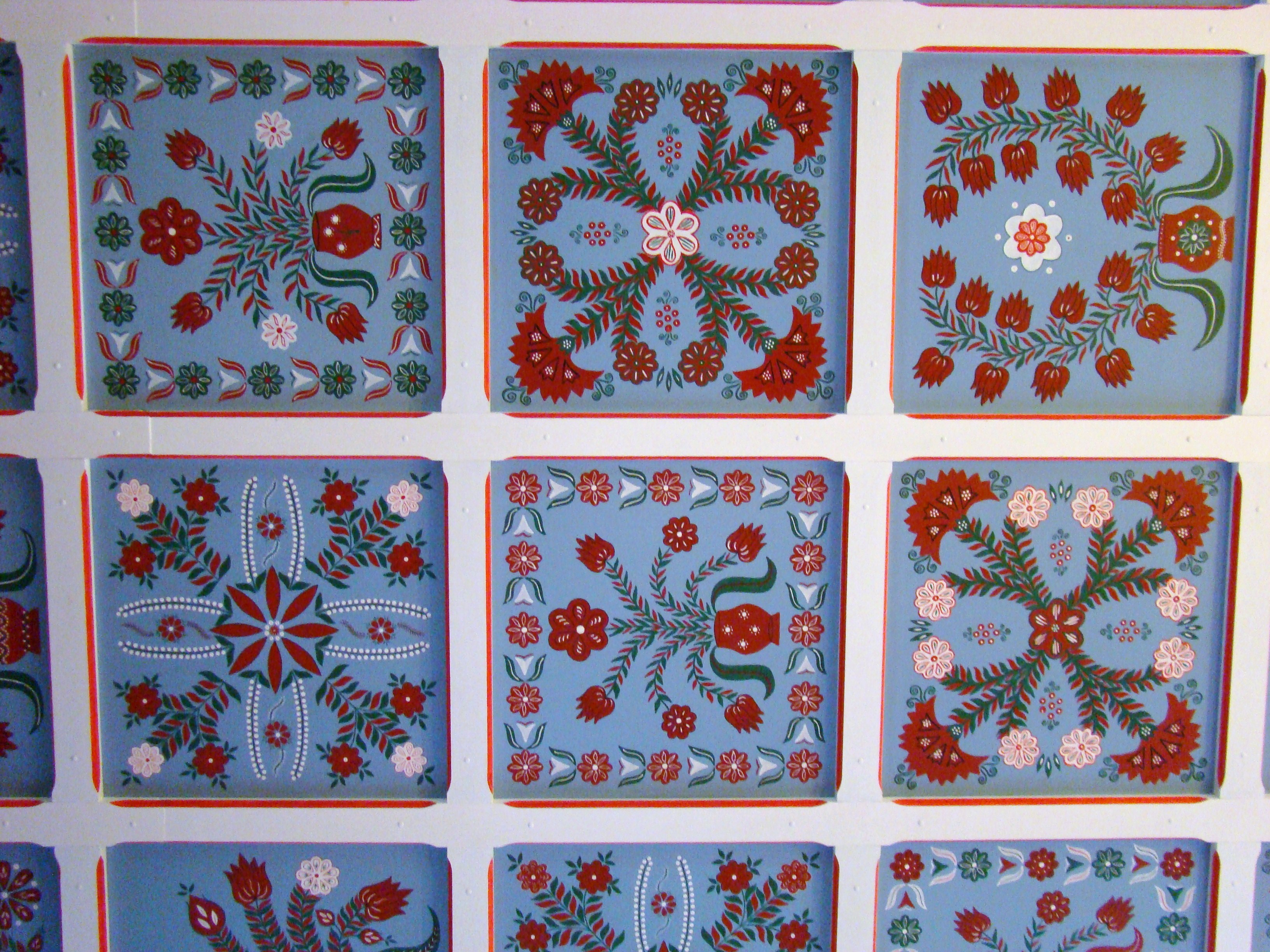
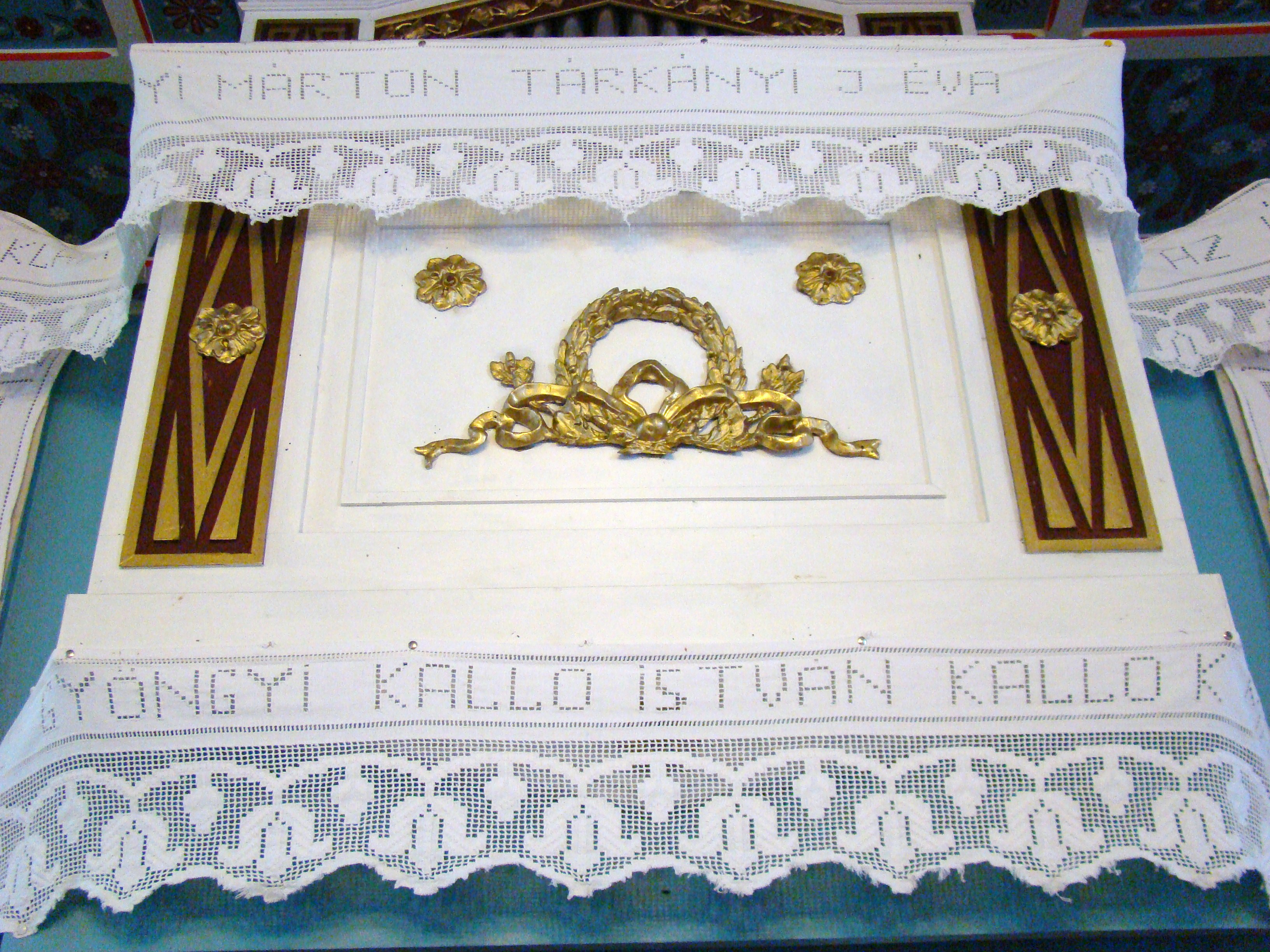
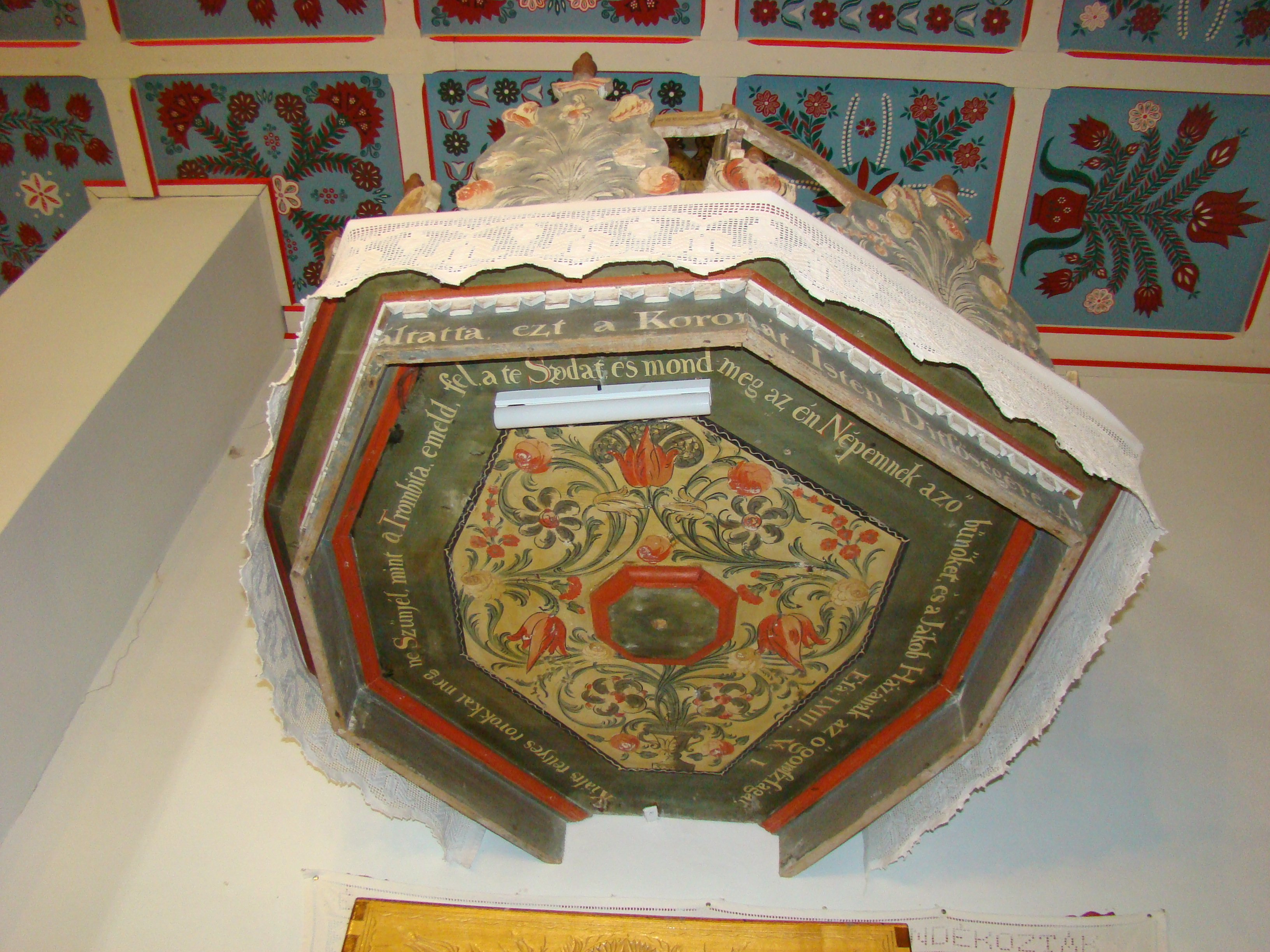
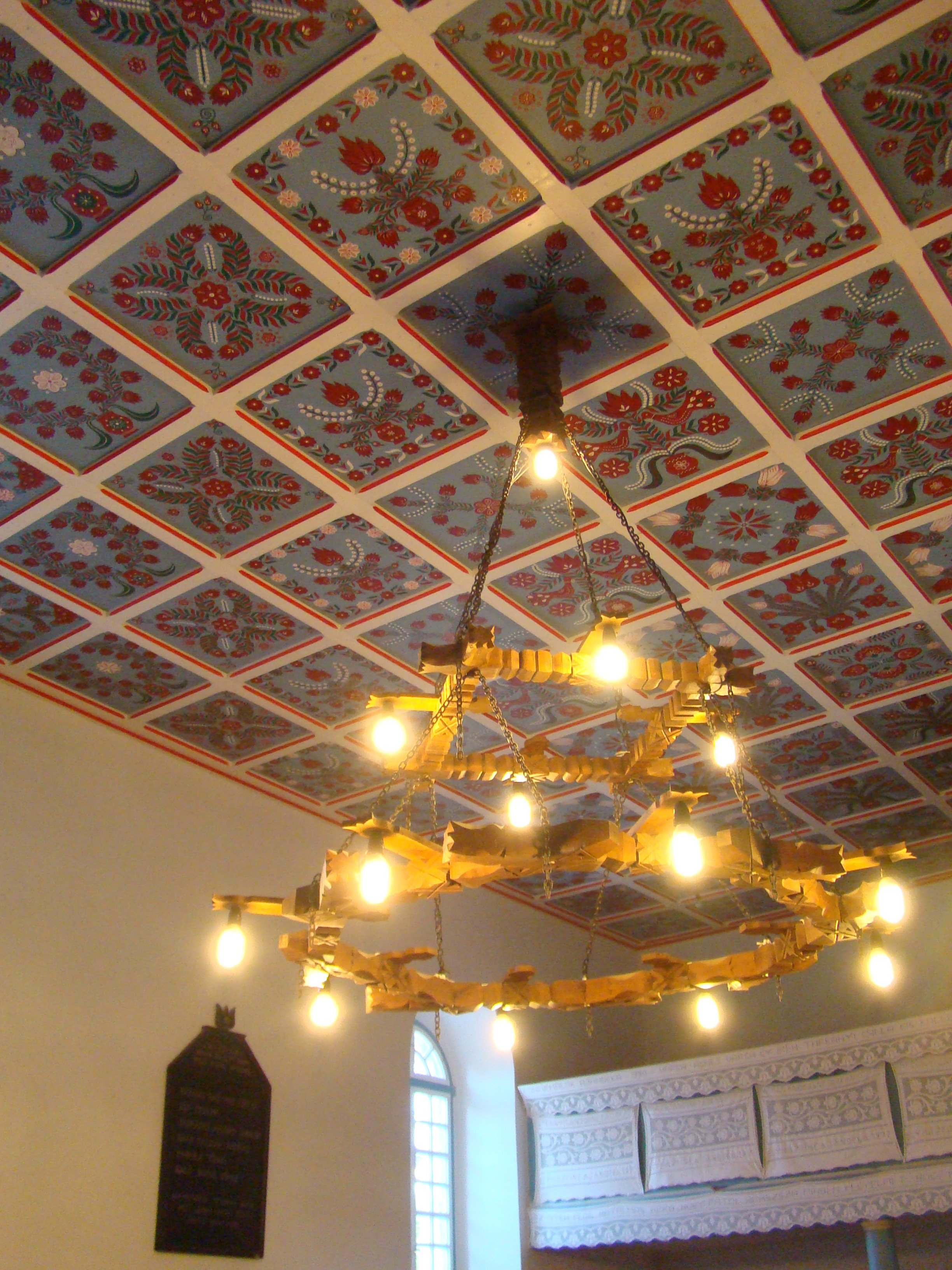
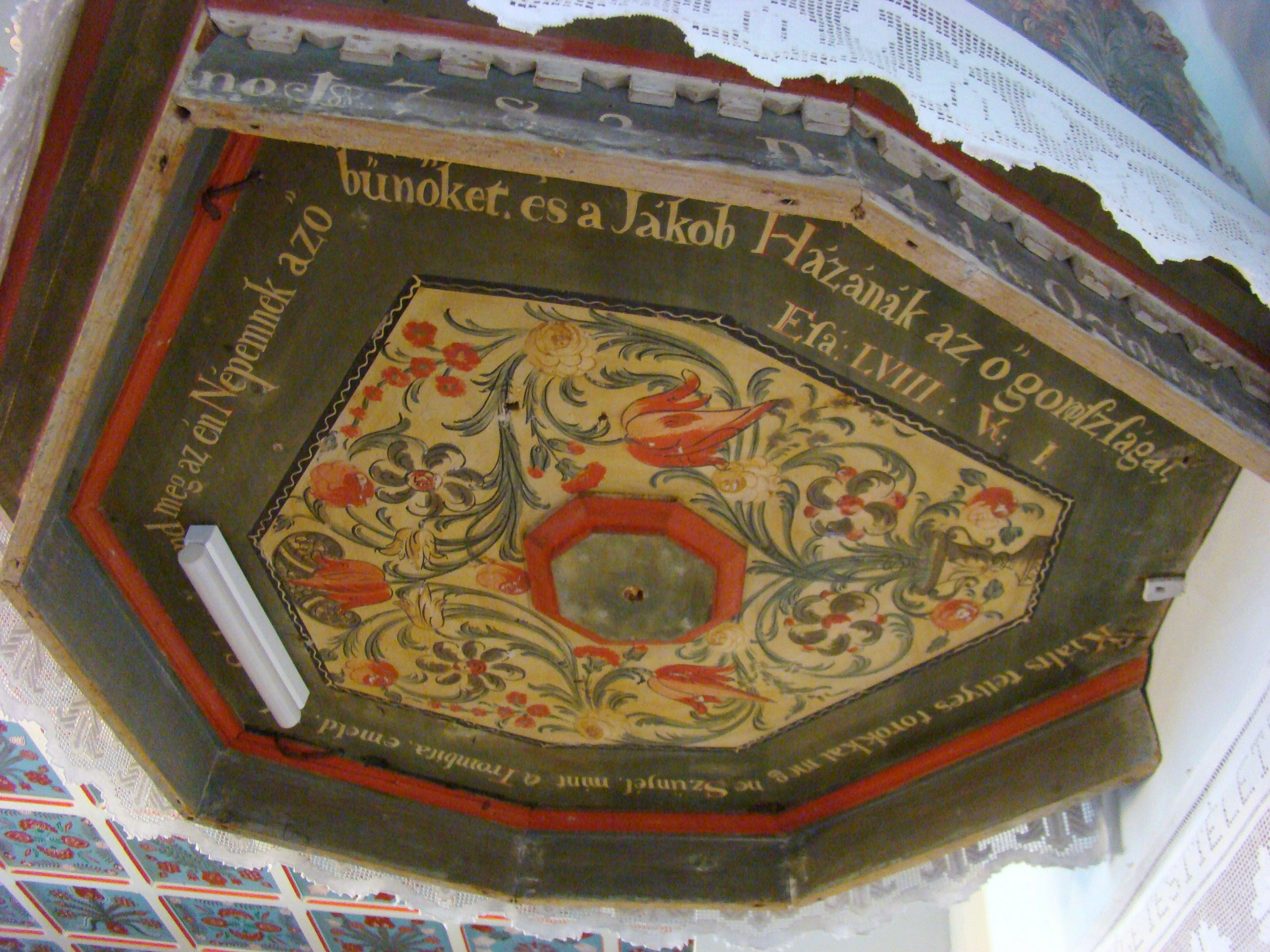
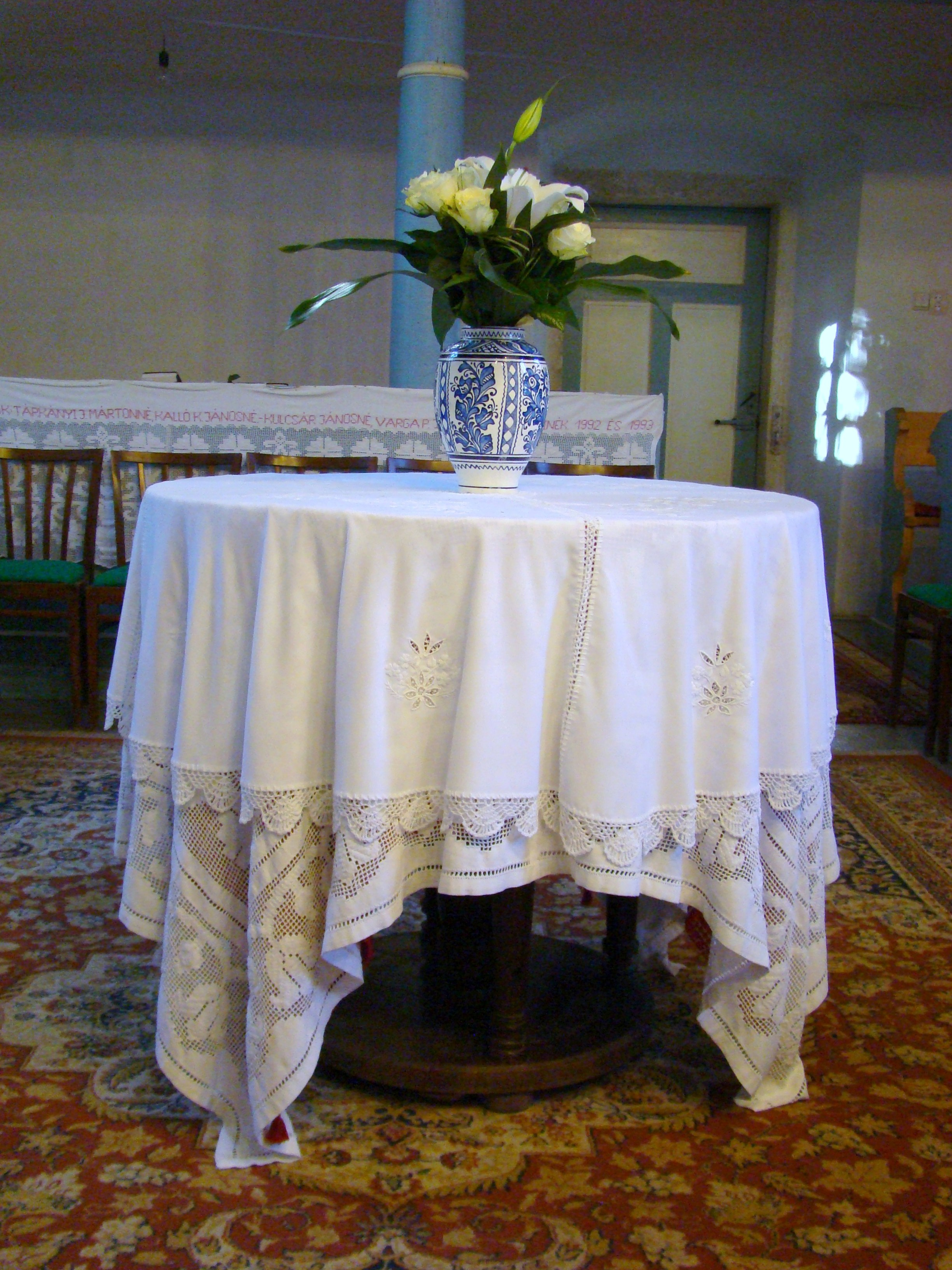
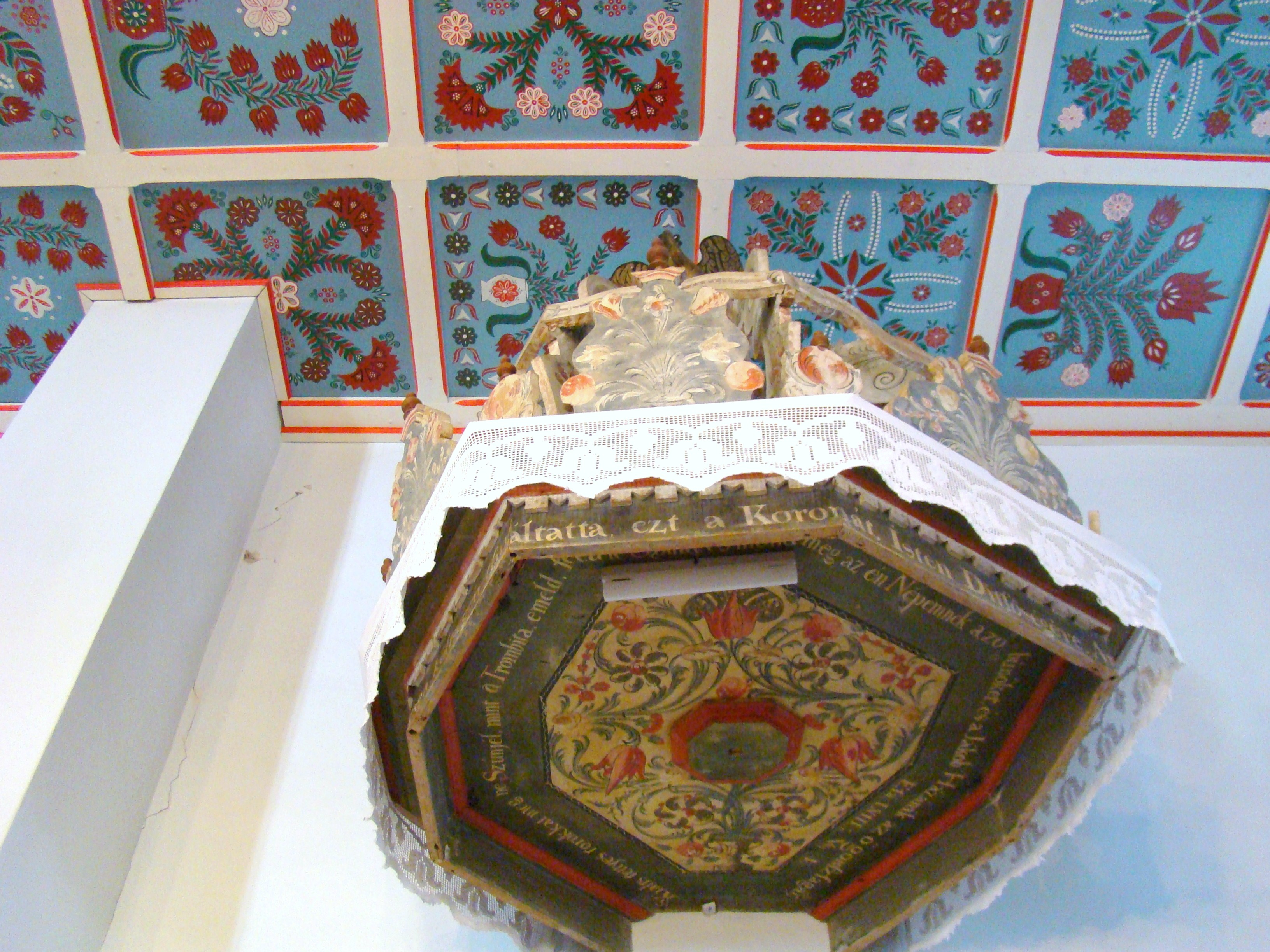
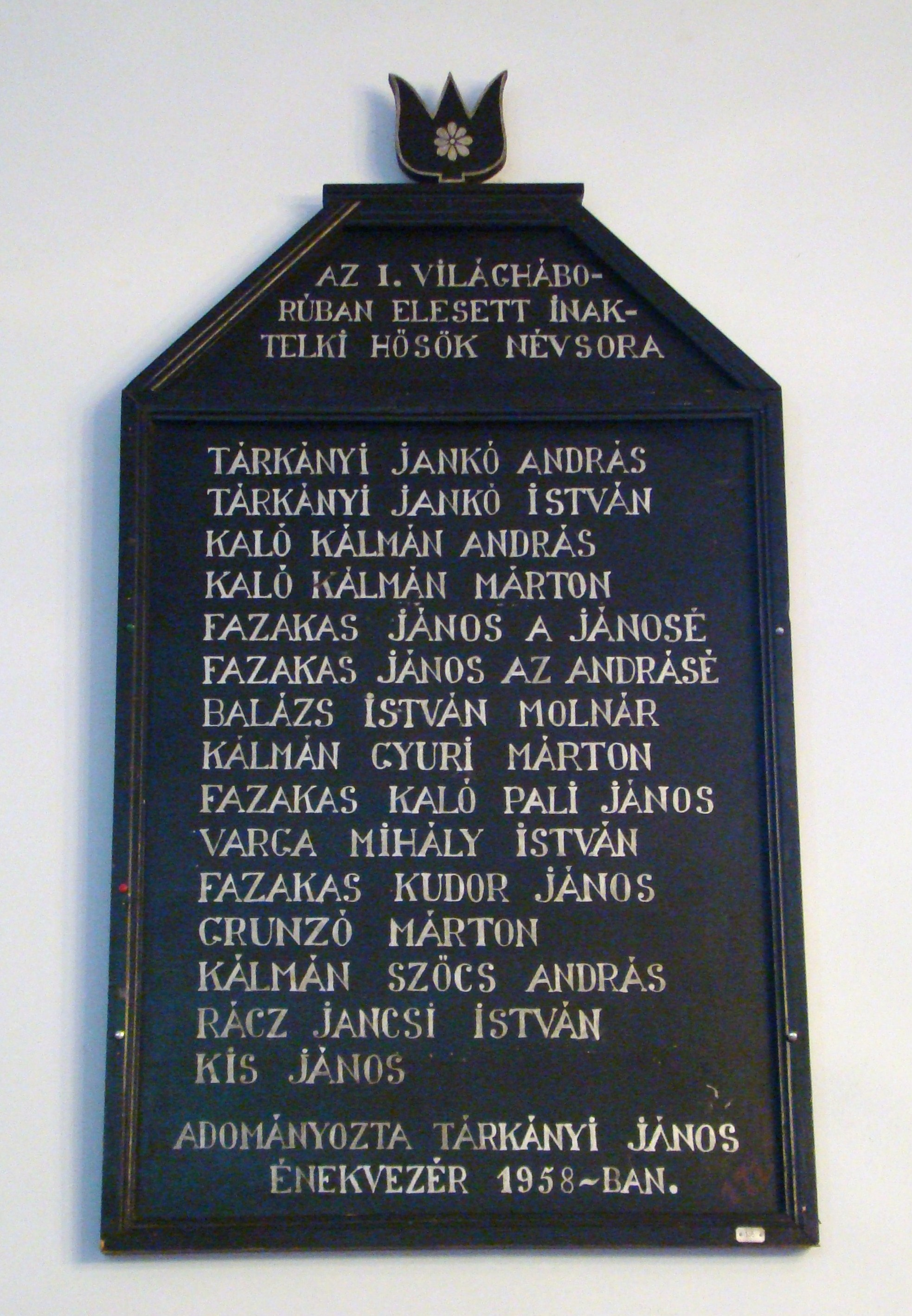
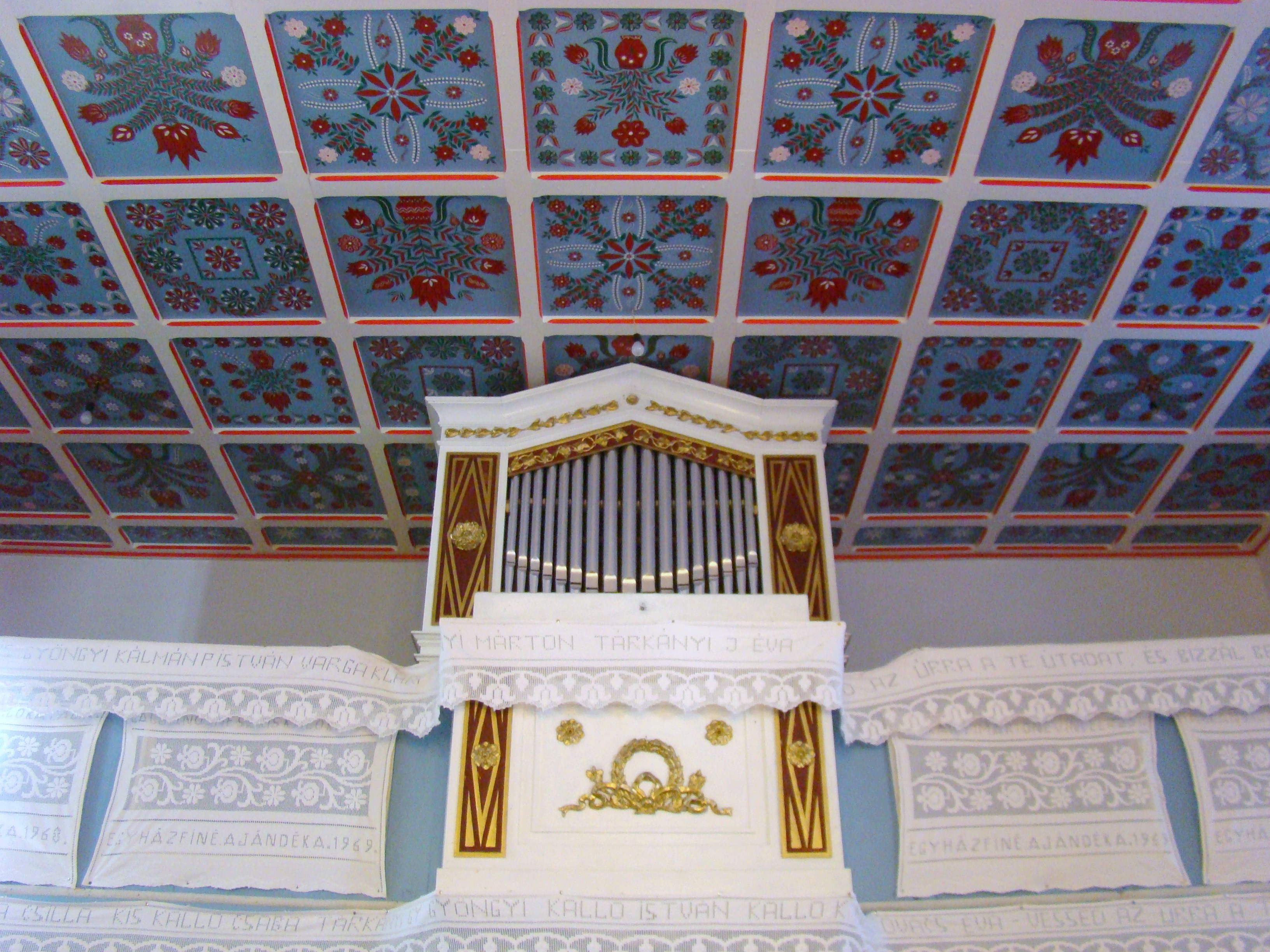
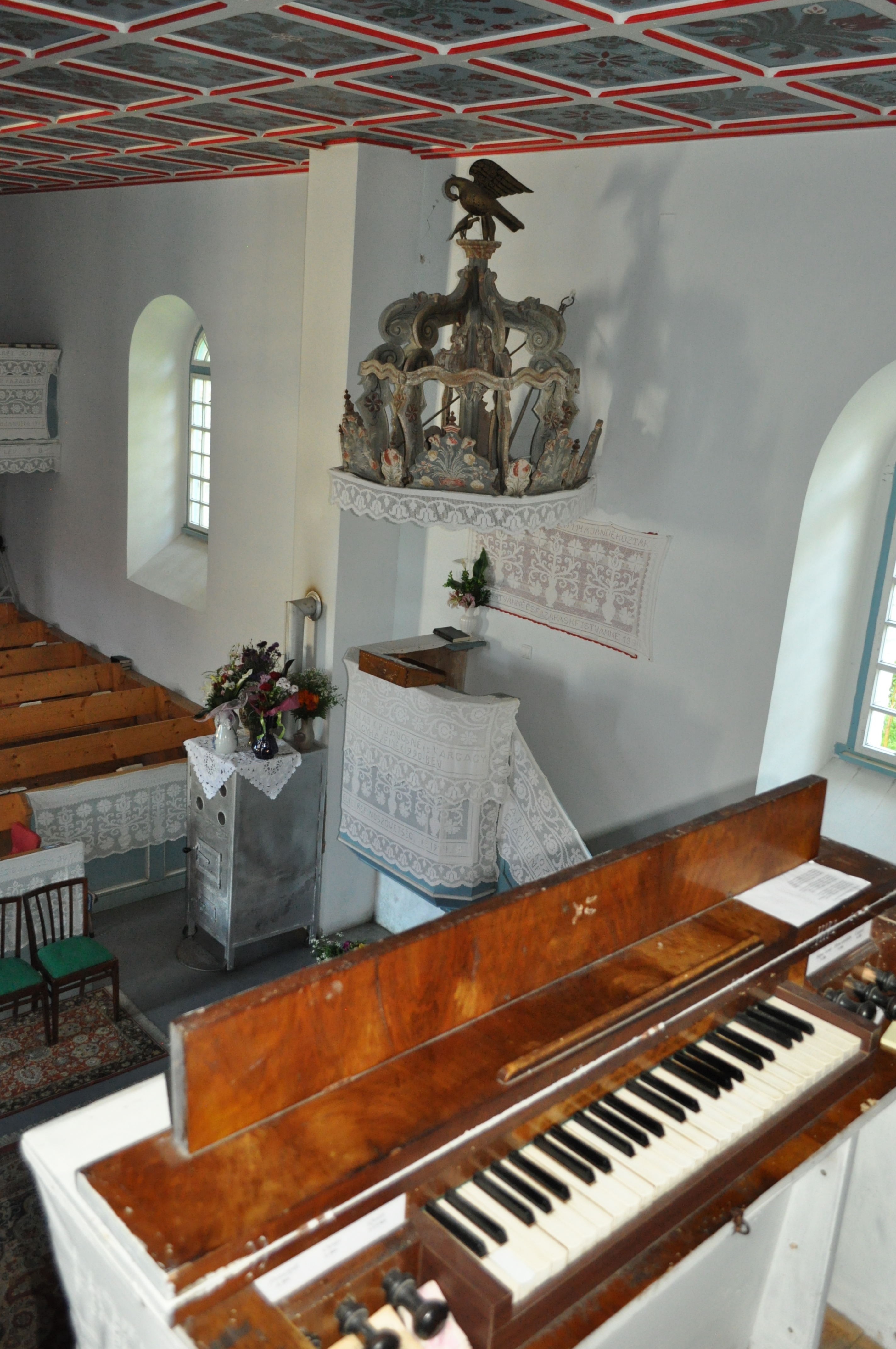
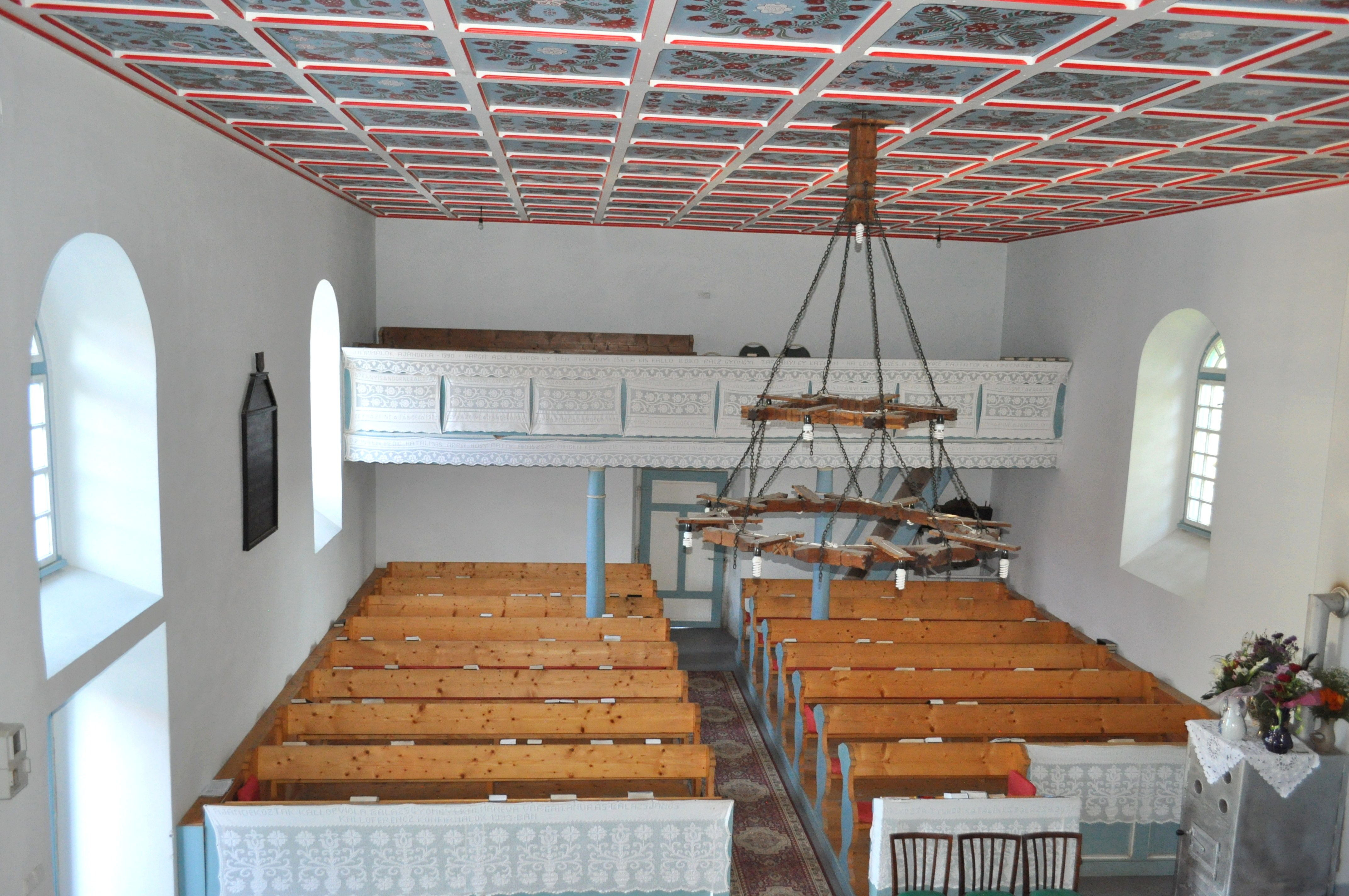
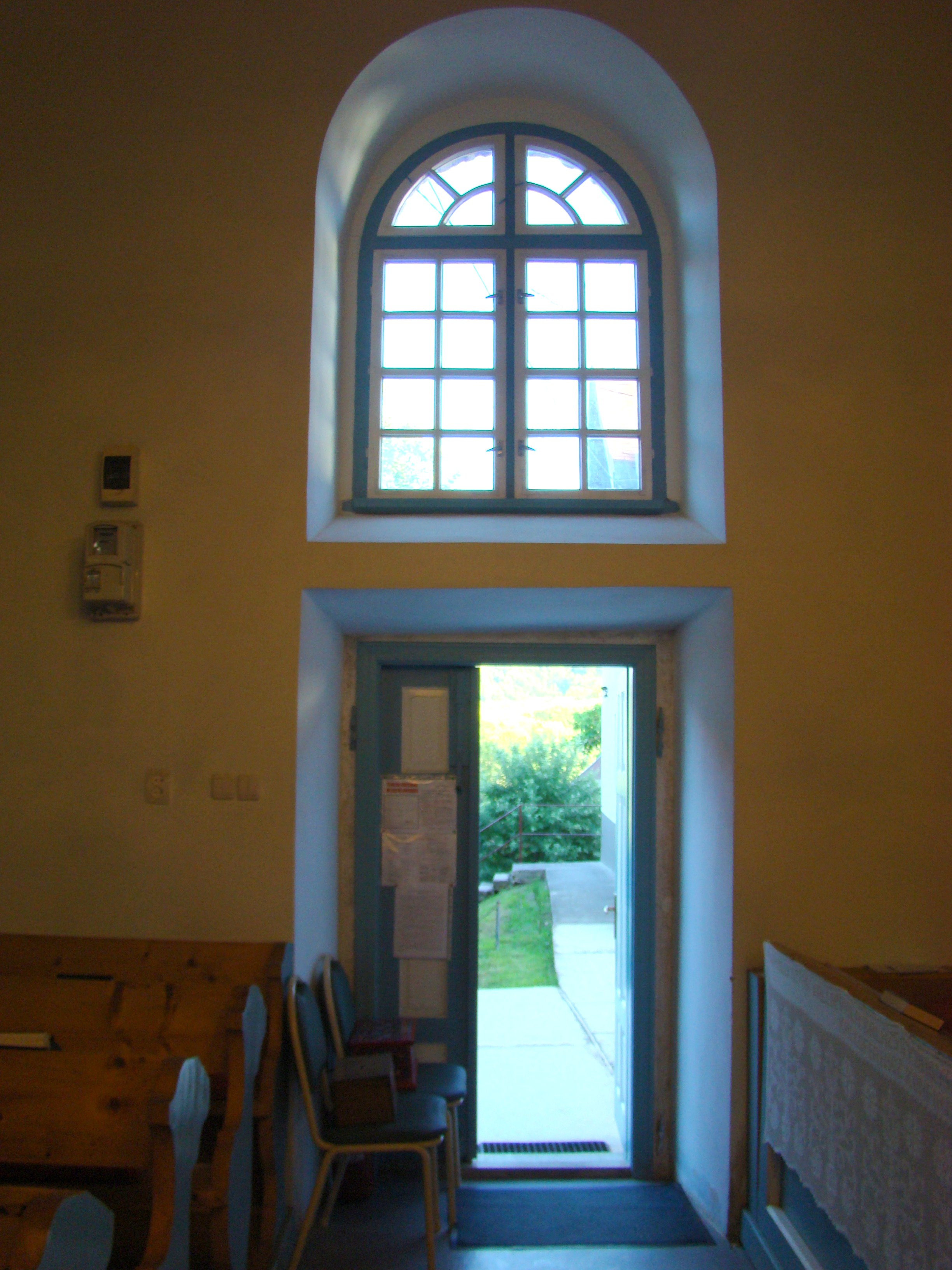

## Vezi și
- Inucu, Cluj